# 井上喜久子
井上喜久子（日语：／ Inoue Kikuko，1964年9月25日—），日本女性配音員、旁白、歌手。出身於神奈川縣橫須賀市。身高164cm。O型血。
本名熊谷 喜久子（くまがい きくこ，舊姓井之上）。鶴見大學短期大學部國文科畢業。已婚。女兒井上穗乃花也從事配音工作。
原屬Mausu Promotion，離所後有一段時間自由身，現所屬Office Anemone和Velvet Office（旁白部門）。

## 經歷
1988年，以電視動畫《你好，我叫敦子》（聲演路人女學生）首次亮相。次年1989年播出的另一齣電視動畫《少棒小魔投》（聲演新城麻美）第一次配音主演。
1995年，和同行岩男潤子組成雙人聲優組合「御魚企鵝」。
1996年5月，與高中時期同屆認識的圈外男性結婚。
1998年2月9日，女兒井上穗乃花誕生。
1999年10月1日，離開出道以來從屬的Mausu Promotion（當時舊名江崎Production）之後，以自由聲優身份持續參與。2003年1月，入籍旁白部門事務所Velvet Office。2009年8月初，與胞姊2人一起從個人事務所起家，成立現在所屬的Office Anemone。
2007年起，與同行丸田麻里、鋼琴家小笠原純子共3人組成音樂組合「Wild Strawberry」。從此以動畫歌曲的大膽編曲風進行音樂活動。
2010年3月6日，獲頒第4屆聲優Awards助演女優獎。2016年2月16日，獲頒第10屆聲優Awards高橋和枝獎。

## 人物、特色
井上說自己從小原本是想朝文學發展，開始閱讀本身喜歡的三島由紀夫和太宰治的文學小說。長大之後為了成為教師，在短期大學就學期間雖然取得了中學國語教師的執照，但在第一次前往實習時愕然被學生隨意侮辱，而陷入挫折。在那之後，井上收看再放送的電視動畫《排球甜心》時，才轉念決定以成為聲優為職志。
暱稱大姐。起源於在電視動畫《亂馬½》聲演女主角天道茜的大姊天道霞而廣為人知（此外，一方面被說是井上她建立「永遠的17歲」標語的契機），而且天道茜的聲優日高範子（日高實際大井上2歲）到工作人員都以“大姊”對她作稱呼。而本身是妹妹的井上（姊姊則擔任經紀人）一直都很憧憬“大姊”的角色。
出道以來，大多為“穩重的姊姊”或“溫柔的母親”類型的角色配音，直到1993年為漫畫改編OVA《幸運女神》女主角蓓兒丹娣配音之後，確立了她的溫柔氣質聲音路線。1990年代後半開始，井上從《機械女神》冷酷凶狠的反派角色潘塔到《足球小將翼 (平成版)》少年時期的主角大空翼及遊戲《潛龍諜影》個性強烈的頭目等這些角色都有挑戰過，因此確定擴展了她的聲音路線。
胞姊為井上現在所屬事務所Office Anemone的代表，並與井上2人一起負責經營管理。2015年，與井上同事務所的女兒井上穗乃花就在17歳的生日當天以聲優和歌手身分出道。
此外，後進的聲優內田真禮在接受專訪的時候，稱自己的目標是成為像井上的聲優。
關於角色
- 於試鏡《亂馬½》的天道霞時，她創造了一個可愛的聲音，但音響監督斯波重治（日语：斯波重治）問她「那個聲音是妳自然的聲音嗎？ 」，她仍然後悔自己撒了謊，說「這是我的自然的聲音」並被接受了，但當她用這個聲音每次進行錄音時，她不再知道哪個聲音是她真實的聲音[13]。
- 《冒險少女娜汀亞》的美蒂娜·拉·露根西斯·伊萊翠是她在工作室裡看到角色圖片時就想扮演的角色，她說她能夠融入這個角色。因為她飾演過秘書、律師、年輕警官等角色，為之配音過許多角色。特別是第22話「背叛的艾特拉」，在新宿錄音室拿到劇本的那一刻她就忍不住想看一眼，所以提前在百貨公司的廁所裡讀了一遍。在回家的路上哭了，甚至回到家後也哭了。她自己無法停止這種感覺，直到演出的實際日子，但即使在本身職業生涯的所有時刻中，這也是一次令人難忘的錄音，本身情感和角色的情感，以及動畫和對話的時間都匹配[14]。

興趣
游泳（也出現在《merry fish》和《fishes》中）、哼歌、Cosplay。
資格、執照
中學國語教師、圖書館司書教諭執照。
特長
華道（池坊師範））
- 進入高中後就開始練習，每個月也去池坊禦茶之水學院上學一次。1986年擔任脇教授3級，1987年取得脇教授2級，但因配音事業繁忙而中斷，並於2022年1月恢復[16]。

表演風格
- 在飾演反派時，她一直保持自然狀態直到最後一刻，然後在站在麥克風前的那一刻開始表演[17]。
- 在家排練恐怖電影時，會用浴巾摀住嘴練習台詞，這樣在尖叫場面中就不會打擾鄰居[18]。
- 有在話尾加呼吸的習慣，這讓她的講話聽起來很可愛，而且在旁白講述時盡量確保話尾清晰[19]。

作為配音員的感想
- 其扮演的角色有固定的台詞並附帶商品。她在書中說，這兩件事是作為配音員的「兩大樂趣」[20]。
- 當說出情感台詞時，用本身的情感來表達內心湧出多少激情。她指出，當冷靜地溝通時，仔細思考本身的話並意識到說服力是很重要的[21]。
- 對於出道以來經常扮演的母親角色，她表示「即使不需要意識到『母親』的屬性，但如果扮演的是一個女人，這個角色就會來」[22]。
- 當扮演祖母或老婦時，她說扮演如此有深度的人是一種樂趣，所以本身很重視來本身生活經歷的詞語的分量[23]。
- 在飾演反派時，她說「黑暗的陰影越深，主角的美麗和快樂光明的世界就越突出」「現在我得到了這個角色，我想把盡我所能消滅盡可能很多的邪惡和黑暗」[24]。
- 她認為動畫配音和外國電影配音雖然表演的核心是一樣的，但在技術上是不同的，她把這比作「在動畫裡，感覺就像用細氈尖筆畫畫，但在外國電影裡，感覺就像用毛筆畫畫」[25]。
- 對於外國電影的配音，她說雖然不同國家的激情、表達、情感有所不同，但關心某人、因為愛他們而感動落淚的感覺在所有國家都是一樣的[26]。
- 在動畫和遊戲上，有一種「女人越年輕越好」的趨勢，雖然這取決於所扮演的角色，但有很多關於年輕女子的故事，所以「很多人可能會覺得女性配音員年紀越大越難」「越努力10年、20年，情況可能會變得越困難」[27]。

## 音樂活動
井上於1994年以獨唱歌曲在歌壇出道後，開始跟大型唱片公司Pony Canyon合作，從此出過許多專輯、單曲及精選專輯。然候從1996年開始，每個月以個人名義發行「月刊和大姊姊一起」系列的對談CD。此外，井上的歌曲從獨唱到聲優組合名義到角色歌曲，總計數量加起來超過300首以上。由於，井上說自己不想以歌手聲優的身份這樣定期出新的歌曲，因此對井上來說可以唱歌才是她原本夢寐以求的夢想。另外，井上在2017年有一次與同行暨親友國府田麻理子2人的交流對談中表示，自己並沒有像國府田那樣廣泛參加歌手的活動。

## 「17歲教」教主
自稱“17歳”。1998年的時候，當時34歲的井上與當時17歲的新人聲優山本麻里安搭檔主持電台節目，2人在做自我介紹時，山本說：「我是山本麻里安，17歲。」，井上也附和道：「我是井上喜久子，17歲」。
在那之後，井上每次上節目做自我介紹時會說「我是井上喜久子，17歲」。這時候，旁邊的人或台下的觀眾都會發出善意的吐槽聲「喂、喂」。於是，「17歲教」就此誕生，同時被粉絲公認為是「17歲教」教祖。
2007年11月14日，「17歲教」一詞被收錄於日本新語辭典《現代用語的基礎知識2008》（自由國民社）。對於後期一些動畫漫畫小說遊戲也運用17的稱號。

## 交友關係
井上從主演《幸運女神》以來，經常與同行冬馬由美、久川綾另外在其它動畫或相關的活動中合作，因此3人有不錯的交情。另一方面，井上從國府田麻理子主演的動畫《橘子醬男孩》以來，常與國府田在其它作品合作，所以2人也是業界的好友。

## 演出
粗體字表示主要角色。

### 電視動畫

#### 1990年代及以前
1988年
- 你好，我叫敦子（日语：ハーイあっこです）（女學生、母親）

1989年
- 寶馬神童（日语：青いブリンク）（客人）
- 少棒小魔投（新城麻美）
- 亂馬½、亂馬½ 熱鬥篇（天道霞（日语：天道かすみ））

1990年
- 機動警察（電視台的電話接聽人員）
- 海底兩萬哩（美蒂娜·拉·露根西斯·伊萊翠[31]、伊柯莉納·艾奇諾〈初代〉）
- 三眼神童（伊莎貝拉）

1991年
- 青澀花園（三年級生C）
- 麵包超人（ナプキンさん）
- 快樂的嚕嚕米一家（Nana）
- 橫山光輝 三國志（香蘭）

1992年
- 龍馬英雄（日语：お〜い!竜馬）（佐佐木加代）
- 妙廚老爹（美津子、蘭子）
- 蠟筆小新（大嬸）
- 麵包超人（水之精靈露娜）
- 櫻桃小丸子 (第1期)（的女友〈初代〉）
- 法蘭德斯之犬 我的帕特拉許（日语：フランダースの犬 ぼくのパトラッシュ）（雷娜老師）

1993年
- 可愛巧虎島（縞野櫻〈縞野縞次郎／巧虎的母親〉）
- 麵包超人（水晶公主、嬰兒車小姐）
- 緞帶魔法姫（山下初音）

1994年
- 咕嚕咕嚕魔法陣（雷娜）
- 橘子醬男孩（北原杏樹）

1995年
- 動畫世界的童話（日语：世界名作童話シリーズ ワ〜ォ!メルヘン王国）（安妮王妃）
- 怪盜Saint Tail（深森聖良[32]）
- 神秘的世界（倫·維納斯）
- 麵包超人（羊绒公主）
- 鬥魔鬼神傳ONI（日语：闘魔鬼神伝ONI）（帕朵娜·舒立）
- 伊沙米大冒險（花岡玲子、清川真由子）
- 美少女戰士SuperS（露比娜）
- 魔法騎士雷阿斯（妲朵拉）

1996年
- 蒙面俠蘇洛傳（拉薩爾）
- 機械女神J（潘塔）
- 美少女戰士Sailor Stars（水手鋁海妖）
- 勇者指令（安娜）

1997年
- CLAMP學園偵探團（工藤雪子）
- YAT安心！宇宙旅行（日语：YAT安心!宇宙旅行）（科德莉亞）

1998年
- 幸運女神 小不隆咚便利多多（蓓兒丹娣） [注 1]
- Weiß kreuz（巴蔓）
- 異次元的世界（倫·維納斯）
- 機械女神J to X（潘塔）
- 名偵探柯南（戶田貴和子）

1999年
- D4公主朵莉絲（瑠璃堂杜利亞）
- To Heart（少女的母親）
- 鋼鐵天使（撫子）

#### 2000年代
2000年
- 沉默的未知（關妮薇·葛琳）
- 犬夜叉（犬夜叉的母親、妖怪無女、十六夜）
- 銀河冒險戰記（法瑪）
- 小魔女DoReMi ♯（魔女麗麗卡）
- 臣士魔法劇場 利斯基☆塞夫提（日语：臣士魔法劇場 リスキー☆セフティ）（玲艾爾）
- 傀儡師左近（時雨崎綾乃）
- 捍衛者（純·桑達斯[33]）
- 幻想魔傳 最遊記（陽明）
- 週刊故事樂園（日语：週刊ストーリーランド）「大量金錢的誘惑」（森田妙子）
- 真·女神轉生 惡魔之子（冷冰、教子老師）
- 袖珍女侍小梅（生化娃娃·麻美）
- 名偵探柯南（辰巳櫻子、吉野綾花）

2001年
- 沉默的未知（關妮薇・席摩茲）
- 銀河冒險戰記 the second stage（梅爾的法瑪）
- X（司狼織）
- ANGELIC LAYER 天使領域（鈴原萩子）
- 足球小將翼 (平成版)（大空翼〈少年時期〉）[注 2]
- 宇宙戰士零（日语：コスモウォーリアー零）
- 武俠派女高校生（草彅巴）
- 新白雪姬傳說（淡雪夏江[34]）
- 七虹香電擊作戰（達妮埃拉）
- 最終幻想：無限（花寶娜、古爾克思）
- 宇宙人形17（歐爾迪娜）
- 魔法戰士李維（梅莉莎）
- 大～集合！小魔女DoReMi（魔女麗麗卡）

2002年
- 拜託了☆老師（風見瑞穗）
- 銀河戰警（亞路薇）
- 銀河天使Z（マンボウモドキ）
- 人造人009 THE CYBORG SOLDIER（篝矢翡翠）
- 通靈王（亞妮絲）
- Chobits（日比谷千歲）
- HAPPY★LESSON（三世院彌生）
- 超齡細公主（愛倫壽女王）
- 魔力女管家（莉莎）
- 噴嚏大魔王之小呵欠（小呵欠的母親）

2003年
- 一騎當千（吳榮）
- F-ZERO 法爾康傳說（日语：F-ZERO ファルコン伝説）（裘蒂·薩瑪）
- L/R -Licensed by Royal-（日语：L/R -Licensed by Royal-）（克勞締雅·伊斯特曼）
- 拜託了☆雙子星（風見瑞穗）
- GAD GUARD（カトリーヌ·フローベル）
- 銃墓（淺蔥瑪麗亞）
- 機動戰士鋼彈SEED（雁田·大和）
- 烏龍派出所（神宮寺雛奈）
- SUBMARINE SUPER 99（日语：潜水艦スーパー99）（[35]）
- 灰姑娘男孩（日语：シンデレラボーイ）（艾莉絲[36]）
- 急救超人兵團（女教師、風見瑞穗）
- 高橋留美子劇場（利根川）
- D·N·ANGEL（原田梨華）
- HAPPY★LESSON ADVANCE（三世院彌生）
- MOUSE (漫畫)（桃園梅）
- 闇與帽子與書的旅人（律子）

2004年
- 巖窟王（美賽蒂絲·德·莫爾賽夫[37]）
- 宇宙交響詩美蒂露 銀河鐵道999外傳（日语：宇宙交響詩メーテル 銀河鉄道999外伝）（Queen Emeraldas（日语：クイーン・エメラルダス (架空の人物)））
- DearS（芳峰蜜香）
- 舞-HiME（真田紫子）
- 陽光伴我行。（日语：まっすぐにいこう。）（服部晃子）
- 真實夢境（日语：ゆめりあ）（千條七瀨）

2005年
- 幸運女神（蓓兒丹娣）
- 絕對正義VS外道少女隊（日语：あかほり外道アワーらぶげ）（理人）
- AIR（裏葉[38]）
- 我的太太是魔法少女（淺羽嬉子／亞妮耶絲·貝爾）
- 槍與劍（卡爾曼99〈卡爾曼·曼多莎〉）
- 機動戰士鋼彈SEED DESTINY（雁田·大和）
- 學園快樂七福神 ～The·電視漫畫～（日语：はっぴぃセブン）（黑闇天）
- BLACK CAT（賽菲莉亞·亞克斯[39]、亞當）
- 舞-乙HiME（紫子·修坦貝格、Professor GAL、羅拉·比安琪）
- 魔法老師！（源靜奈）
- 南方小島的小架飛機 柏蒂（日语：南の島の小さな飛行機 バーディー）

2006年
- 幸運女神 各自的羽翼（蓓兒丹娣）
- 貝貝生活日記（日语：ペネロペ (絵本)#アニメ）（媽媽）
- 天使心（昭美）
- 櫻蘭高校男公關部（鳳芙裕美）
- 牙 -KIBA-（日语：牙 (アニメ)）（莎拉）
- Code Geass 反叛的魯路修（塞希爾·柯爾米、井上直美、亞瑟 等）
- 飛天小女警Z（姬子的母親）
- 天保異聞 妖奇士（篠）
- 純愛手札 Only Love（焚化爐的女神）
- Papillon Rose New Season（日语：パピヨンローゼ）
- 暮蟬悲鳴時（園崎茜）
- 小小備長炭（旁白大姐姐）
- 名偵探柯南（香堤、益戶麗）
- 妖怪人間貝姆 (2006年版)（ローゼ·シュレレ）
- 甜蜜偶像 ～Lovely Idol～（榊明菜）

2007年
- 幸運女神 戰鬥之翼（蓓兒丹娣）
- 一騎當千 Dragon Destiny（吳榮）
- 英國戀物語艾瑪 第二幕（莫妮卡·米爾德萊克夫人）
- 機神大戰（莉莉·露納）
- CLANNAD（古河早苗）
- CLAYMORE（米莉雅）
- 鬼面騎士 THE SKULL MAN（如月奈美）
- 地上最強新娘（龜田稻穗）
- 零之使魔 ～雙月的騎士～（艾麗諾·艾伯蔕妮·露·杜·拉·瓦利埃爾）
- 麵包超人（橡皮擦老師〈第3代〉）
- 旁邊的兒童 我的火腿組（日语：はたらキッズ マイハム組）（吉川正美）
- 暮蟬悲鳴時解（園崎茜）
- 神奇寶貝鑽石&珍珠（喬伊小姐〈代替〉）
- 土豆蛋黃醬（旁白、美橘的母親、森山未來）
- MOONLIGHT MILE 1st Season -Lift off-（日语：MOONLIGHT MILE）（芙蘿拉·波馬謝）
- 幸運☆星（柊美紀[40]）

2008年
- 一騎當千 Great Guardians（吳榮）
- 花漾明星KIRARIN（狩子）
- CLANNAD ～AFTER STORY～（古河早苗）
- Code Geass 反叛的魯路修 R2（塞希爾·柯爾米、多羅特婭·恩斯特）
- 無敵偵探貴公子（紗羅）
- 楚楚可憐超能少女組（真珠）
- 零之使魔 ～三美姬的輪舞～（艾麗諾·艾伯蔕妮·露·杜·拉·瓦利埃爾）
- 俗·絕望先生（大草麻菜實、井上喜久子[注 3]、風浦可符香、木村卡愛拉）
- 麵包超人（リーナちゃん）
- 哆啦A夢 (水田山葵版)（イデア）
- 發現·體驗·我喜歡巧虎！（縞野櫻〈縞野縞次郎／巧虎的母親〉）
- 神奇寶貝鑽石&珍珠（梅麗莎）
- 超時空要塞F（格蕾絲·奧康納[41]）
- 魔人偵探腦嚙涅羅（筧美央）
- 十字架與吸血鬼（貓目靜）
- 十字架與吸血鬼 CAPU2（貓目靜）

2009年
- 貝貝生活日記 (第2期)（媽媽）
- 海貓悲鳴時（瓦爾基莉亞）
- KIDDY GiRL-AND（阿爾芙）
- 空中鞦韆（津田久子〈津田雄太的母親〉）
- 鬼太郎 (第5作)（龜姬）
- 懺·絕望先生（大草麻菜實）[注 4]
- 守護甜心!!!心跳不已（柊立花的母親）
- 聖劍鍛造師（賈斯緹娜·艾爾伯萊特）
- 蒼天航路（阿瞞（小時候的曹操）[42]）
- 仰望天空的少女瞳中的世界（日高望美）
- 魔法禁書目錄（上條詩菜）
- 東京地震8.0（小野澤雅美）
- 乃木坂春香的秘密 Purezza♪（瑞樹老師）
- 鋼之鍊金術師 FULLMETAL ALCHEMIST（拉斯多[43]）
- 第一神拳 New Challenger（鷹村京香）
- 卡片鬥士翔（媽媽龍）

#### 2010年代
2010年
- 玩伴貓耳娘（庫娜）
- 一騎當千 XTREME XECUTOR（吳榮）
- 少女妖怪 石榴（亂杭）
- 可愛巧虎島 He So Ka（縞野櫻〈縞野縞次郎／巧虎的母親〉）
- 偵探歌劇 少女福爾摩斯（寇蒂莉雅·葛雷）
- 魔法禁書目錄II（上條詩菜）
- 妖怪少爺（花子）
- Heartcatch 光之美少女！（番慶子）
- 笨蛋，測驗，召喚獸（吉井玲）
- 爆漫王。（亞豆美雪）
- 變身！公主偶像（魔女）
- 神奇寶貝鑽石&珍珠（莎露比亞→小光的波克基斯）
- 超元氣3姊妹（杉崎麻里奈）
- MAJOR 6th season（比利·奧利佛的妻子）
- 夢色蛋糕師（水果王國女王）
- 夢色蛋糕師SP Professional（水果王國女王）

2011年
- 人家一點都不喜歡啦！（熟奧樣）
- 麵包超人（泡泡公主〈第3代〉）
- Dororon炎魔君 熊～熊燃燒（日语：Dororonえん魔くん メ〜ラめら）（子老師）
- 笨蛋、測驗、召喚獸2（吉井玲）
- 爆漫王。2（亞豆美雪）
- 神奇寶貝鑽石&珍珠 特別篇（小光的波克基斯）
- 轉吧！企鵝罐（高倉千江美）
- 超元氣3姊妹 增量中！（杉崎麻里奈）
- Rio RainbowGate！（麗莎·羅倫斯）

2012年
- Aikatsu！偶像活動！（天羽明日香）
- 在那個夏天等待（謎之聲音）
- 聖靈家族 -La storia della Arcana Famiglia-（菫[44]）
- AKB0048（本宮凪沙的母親）
- 這樣算是殭屍嗎？OF THE DEAD（第2話的妄想優）
- 可愛巧虎島Wao！（縞野櫻〈縞野縞次郎／巧虎的母親〉）
- 白熊咖啡廳（灰熊媽媽）
- 零之使魔F（艾麗諾·艾伯蔕妮·露·杜·拉·瓦利埃爾）
- 偵探歌劇 少女福爾摩斯 第2幕（女）
- 中二病也想談戀愛！（九十九七瀨）
- Muv-Luv Alternative Total Eclipse（勇哉·布里吉斯的母親〈米菈·布里吉斯〉）
- 爆漫王。3（亞豆美雪）
- 窮神（山吹[45]）
- BRAVE10（櫻割）
- 神奇寶貝超級願望 Season 2（小光的波克基斯）
- 未來日記（我妻西果）
- ROBOTICS;NOTES（瀨乃宮美纱希）

2013年
- 宇宙戰艦大和號2199（絲塔夏·伊斯坎達爾）
- 有頂天家族（下鴨母[46]）
- (第3期)（媽媽）
- AKB0048 next stage（本宮凪沙的母親）
- 靈裝戰士（白銀火野子[47]）
- 穿透幻影的太陽（艾麗艾爾·薇兒蒂艾爾·維斯科特[48]）
- 琴浦小姐（琴浦久美子）
- 翠星上的加爾岡緹亞（播報員）
- 戰姬絕唱SYMPHOGEAR G（納茲塔夏[49]）
- 斷裁分離的罪惡之剪（輕子瞳）
- DEVIL SURVIVOR2 the ANIMATION（第谷〈女〉[50]）
- Paboo & Mojies（日语：パブー&モジーズ）（女神）
- HUNTER×HUNTER (新版)（龐姆·西貝利亞[51]）
- FAIRY TAIL（米涅露芭）
- BROTHERS CONFLICT（朝日奈美和[52]）
- 魔奇少年 The Kingdom of Magic（瑪雅茲[53]）
- 單色小姐 -The Animation-（KIKUKO[54]、美少女）
- LoveLive！（西木野真姬的母親）

2014年
- 我，要成為雙馬尾（神堂慧夢）
- 女友伴身邊（天都彼方[55]）
- 牙狼〈GARO〉-炎之刻印-（奧莉薇亞）
- 生存遊戲社（園川和江[56]）
- Z/X IGNITION（上柚木綾瀨的母親）
- 超級索尼子 -SUPER SONICO THE ANIMATION-（超級索尼子的奶奶[57]）
- 探險托里蘭托 -千年真寶-（水魔導神克羅迪亞）
- 中二病也想談戀愛！戀（九十九七瀨[58]）
- Dragon Collection（日语：ドラゴンコレクション）（蔓莎）
- Nandaka Velonica（日语：ナンダカベロニカ）（[59]）
- FAIRY TAIL（米涅露芭·歐蘭德）
- 破刃之劍（格蕾妲）
- 魔劍姬！通（二條秋的母親）
- LoveLive！2nd Season（西木野真姬的母親）

2015年
- 偵探歌劇 少女福爾摩斯 TD（艾莫莉）
- 百合熊風暴（箱中百合香[60]）
- 純潔的瑪利亞（大天使米迦勒[61]）
- 果然我的青春戀愛喜劇搞錯了。續（雪之下雪乃的母親）
- 靈感少女（辣妹幽靈的母親）
- 怪盜Joker (第2期)（鬼山朋惠）
- 俺物語!!（砂川愛[62]）
- 單色小姐 -The Animation- 2（KIKUKO[63]、美少女）
- 戰姬絕唱SYMPHOGEAR GX（納茲塔夏）[注 5]
- 無頭騎士異聞錄 DuRaRaRa!!×2 轉（蚯蚓[64]）
- WORKING!!!（菊乃）
- FAIRY TAIL（Neo米涅露芭）
- 槍與面具（白樁）
- 單色小姐 -The Animation- 3（KIKUKO、美少女）
- 櫻子小姐腳下埋著屍體（千代田薔子）
- 新妹魔王的契約者 BURST（莉雅菈[65]）
- 女武神驅動 -美人魚-（風巳鳥乃[66]）
- 請問您今天要來點兔子嗎??（奈津惠的母親）

2016年
- 無彩限的幻影世界（姬野愛麗絲[67]）
- 夢幻之星Online2 The Animation（弓子[68]）
- 無頭騎士異聞錄 DuRaRaRa!!×2 結（蚯蚓[69]）
- 舞武器·舞亂伎（種臣桃香）
- 魔法使 光之美少女！（貝尼丘）
- 爆音少女!!（拜太[70]）
- 飛翔的魔女（倉本奈奈）
- Rewrite（中津靜流的母親）
- orange橘色奇蹟（高宮菜穗的母親[71]）
- 藍海少女！（小日向紀乃[72]）
- 發條精靈戰記 天鏡的極北之星（優嘉·桑克雷）
- 時間旅行少女 ～真理、和花與8名科學家～（水城麗[73]）
- 終末的伊澤塔（伊麗莎白）
- 魔法少女育成計畫（天災·瑪麗[74]）
- 機動戰士鋼彈 鐵血的孤兒（凱爾妲·伊舒[75]）
- Classica Loid（的母親）
- 烏龍麵之國的金色毛毬（俵宗太的母親[76]、呱嗷呱嗷君、嘰嗷嘰嗷君、旁白、鳥A）
- 名偵探柯南 Episode"ONE" 變小的名偵探（香緹）

2017年
- 烏菈菈迷路帖（旁白、弁天）
- 怪怪守護神（旁白[77]、菊理媛命）
- 新黑色推銷員（間間野亞里[78]）
- 月色真美（安曇淳子[79]）
- 雛子的筆記（黑柳琉璃子的母親）
- 有頂天家族2（下鴨母〈下鴨桃仙〉）
- ID-0（珍妮弗·雷科特）
- 覆面系NOISE（柚的母親）
- 末日時在做什麼？有沒有空？可以來拯救嗎？（妮戈蘭）
- 戰姬絕唱SYMPHOGEAR AXZ（納茲塔夏教授）[注 5]
- 騎士&魔法（凱希爾·歇塔康納[80]）
- 潔癖男子青山！（財前媽媽）
- 帶著智慧型手機闖蕩異世界。（歐莉嘉·斯特蘭德[81]）
- 地獄少女 宵伽（矢野原冴子）
- 異世界食堂（黃泉）
- 魔法使的新娘（羽鳥智花）
- （橘美希）
- 無論何時我們的戀情都是10厘米。（美櫻的母親）

2018年
- 三麗鷗男子（長谷川康太的母親）
- 銀魂. 銀之魂篇（日輪〈第2代〉）
- 打工小哥！（日语：働くお兄さん!）（小朋友們、客人、彥的母親）
- DARLING in the FRANXX（成年女性）
- 藍海少女！～Advance～（小日向紀乃）
- 奴隸區 The Animation（大田優牙的母親）
- 多田君不戀愛（瑞秋）
- 工作細胞（巨噬細胞[82]／單核細胞）
- Happy Sugar Life（砂糖的叔母[83]）
- 惡偶 -天才人形-（李純貞[84]）
- 擁抱！光之美少女（庵野蒲公英[85]）
- 溫泉屋小女將（大龍神）
- 邪神與廚二病少女（少女的母親）
- 鬼太郎 (第6作)（優奈的母親[86]）
- 我家的女僕有夠煩！（米夏的母親）
- 只要別西卜大小姐喜歡就好（旁白[87]）
- 龍族拼圖（卯月佳乃）
- 梅露可物語 -無氣力少年與瓶中少女-（弗洛伊勒塔[88]）
- 我讓最想被擁抱的男人給威脅了。（麗子）

2019年
- 百慕達三角 ～多彩田園曲～（費爾瑪[89]）
- 星光頻道（青葉純子）
- 巴哈姆特之怒 Manaria Friends（米蘭達[90]）
- 盾之勇者成名錄（米蕾莉亞）
- POP TEAM EPIC SP 青龍篇（PIPI美〈第14話A章節〉[91][92]）
- MIX（立花真弓[93]）
- 信長老師的年幼妻子（織田花惠）
- 南無阿彌陀佛！ -蓮台 UTENA-（留）
- 深夜的超自然公務員（蠶神）
- 八月的棒球甜心（寺廟里的夫人）
- 閃電十一人 獵戶座的刻印（伊琳娜·吉利卡南）
- 彼方的阿斯特拉（索菲·拉克洛瓦）
- 毛球剛次郎（日语：けだまのゴンじろー）
- Radiant 虛空魔境（吉爾[94]）
- 偶像活動 on Parade！（天羽明日香）
- 募戀英雄 PIECE OF TRUTH（宮瀨涼子）
- 我不是說了能力要平均值嗎？（古龍〈雪拉拉〉）

#### 2020年代
2020年
- 歌舞伎町夏洛克（凱特·卡萊爾）
- 22/7（絢香的母親）
- 夢夢貓（天上女王[95]）
- 繼怪怪守護神（旁白[96]、菊理媛[96]）
- 奇幻☆怪盜？（莫莉卡·蕾露妲）
- 超異域公主連結 Re:Dive（佩可的母親）
- 弩級戰隊HXEROS（女王／岩津藻賀奈）
- 果然我的青春戀愛喜劇搞錯了。完（雪乃的母親）
- 貓狗的爆笑同居生活（母親、害怕的狗們、主婦A、呼喚波奇的人們）
- 眾神眷顧的男人（露露迪亞）
- 成神之日（CEO）
- 闇影詩章（伊莉絲）
- 暮蟬悲鳴時業（園崎茜）

2021年
- 轉生成蜘蛛又怎樣！（天之聲、女性）
- 工作細胞!!（巨噬細胞）
- Hortensia SAGA 蒼之騎士團（艾蕾雅諾爾·雷·奧爾坦西亞）
- 魔術士歐菲流浪之旅 基姆拉克篇（伊絲塔席巴）
- 天地創造設計部（女王）
- BACK ARROW（蒂梭南莎）
- 持續狩獵史萊姆三百年，不知不覺就練到LV MAX（梅嘉梅加神）
- EDENS ZERO 伊甸星原（MOTHER）
- 夢夢貓 Mix！（露西亞／天上女王）
- 七騎士 革命 -英雄的繼承者-（索菲蒂亞）
- 席斯坦 -The Roman Fighter-（阿格里皮娜）
- 龍先生、想要買個家。（エムプーサ）
- 現實主義勇者的王國重建記（艾莉夏·艾爾孚利登）
- 暗黑企業的迷宮（迷宮螞蟻女王）
- 轉生成女性向遊戲只有毀滅END的壞人大小姐X（吉奧多的母親）
- 死神少爺與黑女僕（莎朗）
- 暮蟬悲鳴時卒（園崎茜）
- SELECTION PROJECT（美山翔子）
- 月與萊卡與吸血公主（娜塔莉亞）
- 鬼滅之刃 無限列車篇（富美）
- 鍵等（古河早苗、裏葉）
- 白金終局（梅薩）
- 古見同學有交流障礙症。（古見秀子）
- 吸血鬼馬上死（半田明美）
- 異世界食堂2（黃泉）
- 魔法科高中的劣等生 追憶篇（司波深夜[97]）

2022年
- 平家物語（平時子、祗王）
- 彗星的Freyline（女神長）
- RPG不動產（ルナ・ディドラーン）
- 盾之勇者成名錄 Season 2（米蕾莉亞）
- 鬼褲衩（熊熊[98]、旁白）
- CUE!（宇津木りょうこ）
- 社畜想被幼女幽靈療癒。（小春）
- RWBY 冰雪帝國（旁白）
- 打工吧！！魔王大人（萊拉[99]）
- 頂點!!!!!!!!!!!!!!!（バーバア）
- OVERLORD IV（妮古蕾德）
- 後宮之烏（旁白）
- 忍之一時（櫻羽弓香[100]）
- Do It Yourself!!（賽爾芙的母親[101]）
- 書蟲公主（安麗艾塔）
- 福星小子（第2作）（面堂的母親）
- 蠟筆小新（常磐田桃子〈現在〉[102]）

2023年
- 魔術士歐菲流浪之旅 阿邦拉馬篇（伊絲塔席巴）
- 吸血鬼馬上死2（半田明美）
- 真·進化果實～不知不覺踏上勝利的人生～（利貝拉）
- MIX 第二季 ～第二個夏天，邁向晴空～（立花真弓）
- 決鬥大師 WIN 決鬥學園篇（學園長）
- 異世界一擊殺姊姊 ～姊姊同伴的異世界生活開始了～（蘇菲的母親）
- 魔法少女毀滅者（焰由莉莉）
- 帶著智慧型手機闖蕩異世界。2（歐莉嘉·史托蘭德）
- EDENS ZERO 第2期（母星）
- 打工吧！！魔王大人 2nd Season（萊拉）
- 成為悲劇元凶的最強異端，最後頭目女王為了人民犧牲奉獻（羅莎·羅耶爾·艾比[103]）
- 死神少爺與黑女僕 第2期（夏隆）
- 泡泡糖忍戰（加姆戈森[104]）
- SHY靦腆英雄（天帝[105]）
- 盾之勇者成名錄 Season 3（米蕾莉亞[106]）
- 重生者的魔法一定要特別（布麗吉特教授）
- 鴨乃橋論的禁忌推理（艾梅·艾梅利希）
- 豬肝記得煮熟再吃（維絲）

2024年
- 夢想成為魔法少女（修女奇苷特[107]）
- 外科醫生愛麗絲（約德爾）
- 死神少爺與黑女僕 第3期（夏隆）
- 吹響吧！上低音號3（高坂奈穗美）
- 星際莊的戀愛日記（阿達拉）
- 隔壁的妖怪鄰居（奈美子）
- 刀劍亂舞 迴 -虛傳 燃燒的本能寺-（義姫）
- SHY靦腆英雄 第2期（天帝[108]）
- 逃走中 THE GREAT MISSION（多魯迪）
- 鹿乃子乃子乃子虎視眈眈（鵜飼老師、犬養三津）
- 深夜Punch（媽媽）
- 不時輕聲地以俄語遮羞的鄰座艾莉同學（九条曉海）
- 異世界失格（奧維莉絲）
- 亂馬1/2（第2作）（天道霞[109]）
- 魔法光源股份有限公司（麻生美彌子[110]）
- 膽大黨（身手矯健長髮女[111]）
- BLEACH 千年血戰篇-相剋譚-（伊勢檍涼）
- 結緣甘神神社（一乘寺醜織）

2025年
- 我的幸福婚約 第2期（久堂芙由[112]）
- 中年大叔轉生反派千金（旁白）
- 離開A級隊伍的我，和從前的弟子往迷宮深處邁進（波瑟芬妮）
- 遲早是最強的鍊金術師？（木蘭[113]）
- 異修羅 第2期（冬之露庫諾卡[114]）
- Re:從零開始的異世界生活 3rd season（特蕾西亞〈白鯨討伐戰時〉）
- 盾之勇者成名錄 Season 4（米蕾莉亞[115]）
- 異世界默示錄麥諾格拉～從毀滅文明開始征服世界～（全蟲女王伊思拉[116]）
- 保齡球少女！（傑里[117]）
- 這裡是充滿笑容的職場。（立浪和歌子[118]）

### 電影動畫
1989年
- 魔女宅急便（瑪奇）

1991年
- 海底兩萬哩 劇場用原創版（美蒂娜·拉·露根西斯·伊萊翠）
- 亂馬½：中國寢崑崙大決戰！規則無視的激鬥篇!!（日语：らんま1/2 中国寝崑崙大決戦! 掟やぶりの激闘篇!!）（天道霞（日语：天道かすみ））

1992年
- 亂馬½：決戰桃幻鄉！奪回新娘子!!（日语：らんま1/2 決戦桃幻郷! 花嫁を奪りもどせ!!）（天道霞）

1994年
- 亂馬½：超無差別決戰！亂馬隊VS傳說的鳳凰（日语：らんま1/2 超無差別決戦! 乱馬チームVS伝説の鳳凰）（天道霞）

1996年
- （露露）
- 怪醫黑傑克劇場版 超人類（貝緹·馬柯爾[119]）

1997年
- 機關車先生（日语：機関車先生）（佐古美重子）
- 秀逗魔導士 GREAT（萊雅）
- 赫耳墨斯 愛宛如風（日语：愛は風の如く#映画）（阿里阿德涅）

1998年
- 機動戰士鋼彈 第08MS小隊：米拉的報告書（艾娜·薩哈琳）

1999年
- 劇場版 庫洛魔法使（李夜蘭[120]）
- 天地無用！in LOVE 2 遙遠的思念（椿）
- 火線先鋒大吾：火災現場的大傻瓜（落合老師）

2000年
- 劇場版 幸運女神（蓓兒丹娣）
- 太陽之法 The Laws of the Sun（日语：太陽の法#アニメ映画）（莉巴）

2002年
- 獸星記基爾斯汀（日语：ギルステイン）（玲梅·加南[121]）
- 劇場版 可愛巧虎島（縞野櫻〈縞野縞次郎／巧虎的母親〉）

2003年
- 犬夜叉：天下霸道之劍（十六夜）

2004年
- PARASITE DOLLS -劇場版-（日语：A.D.POLICE#PARASITE DOLLS）（安潔兒）

2005年
- 劇場版 AIR（裏葉）

2007年
- 劇場版 CLANNAD（古河早苗）
- 劇場版 神奇寶貝：決戰時空之塔 帝牙盧卡VS帕路奇犽VS達克萊伊（喬伊）

2009年
- 劇場版 超時空要塞F：虛空歌姬（日语：劇場版 マクロスF）（格蕾絲·奧康納）
- 天上人與亞克托人最後的戰鬥（日高望美）
- 名偵探柯南：漆黑的追跡者（香緹[122]）
- 雷頓大冒險：永遠的歌姬（萊德利夫人[123]）

2010年
- 劇場版 神奇寶貝：幻影的霸者 索羅亞克（小光的波克基斯、克林克斯·寇泰的夢妖魔）
- TRIGUN Badlands Rumble（艾美莉亞的母親）

2011年
- 蠟筆小新：黃金間諜大作戰（娜拉歐）
- 劇場版 超時空要塞F：戀離飛翼（日语：劇場版 マクロスF）（格蕾絲·奧康納）
- 萬能野菜 Ninninman（日语：万能野菜 ニンニンマン）（牛奶）
- 劇場版 破刃之劍（格瑞塔）

2013年
- 小鳥遊六花·改 ～劇場版 中二病也想談戀愛！～[[[Wikipedia:格式手册/链接#章節|錨點失效]]]（九十九七瀨）[124]
- 皮卡丘與伊布好朋友（太陽伊布、葉伊布）

2014年
- 劇場版 Aikatsu！偶像活動！（天羽明日香）

2015年
- LoveLive！學園偶像電影（西木野真姬的母親）

2016年
- 名偵探柯南：純黑的惡夢（香緹）

2017年
- Code Geass反叛的魯路修 I（塞西爾·柯爾米）

2018年
- Code Geass反叛的魯路修 II、III（塞西爾·柯爾米）
- FLCL Progressive（雲雀弄雛苗[125]）

2019年
- Code Geass 復活的魯路修（塞西爾·柯爾米）

2020年
- 言語如蘇打般湧現（藤山椿[126][127]）
- 你好霸王龍[128][129]

2023年
- 歡迎來到駒田蒸餾所（駒田澪緒[130]）

### OVA
年份不詳
- AIUEO動畫 世界名作童話全集（姐姐、貓、女王、女孩1）

1989年
- 怪力少女（美川美子）
- 福星小子：電力裝置園丁（女孩子A）[注 6]

1990年
- THE八犬傳（ひくて）

1991年
- 江口壽史的壽五郎劇場（日语：寿五郎ショウ）（受理小姐A、黑木琉璃子、女大學生）
- 御宅族錄影帶（上野美子〈神田美子〉）
- GALL FORCE 新世紀篇（日语：ガルフォース）（艾露莎）
- 穴光假面（結花千草）
- 住院時的各種奇妙故事 請多保重！（日语：入院ボッキ物語 おだいじに!）（松本美雪）[131]
- 貓·貓·幻想曲（日语：ねこ・ねこ・幻想曲）（樹村里子）
- 魔獸戰士露娜·華爾格（日语：魔獣戦士ルナ・ヴァルガー）（傑納·德·里姆茲貝爾）

1992年
- 綠色傳奇亂（日语：グリーンレジェンド乱）（亂的母親）[131]
- 花平火箭炮（日语：花平バズーカ）（世界樹的精靈）
- 融岩大使（北藤）

1993年
- 幸運女神（蓓兒丹娣）
- 我是大哥大!!（美佐子）
- 人魚之傷（雪枝）
- Fantasia（日语：ふぁんたじあ）
- 怪醫黑傑克（小百合·曼納維絲）
- MOLDIVER（日语：モルダイバー）（布魯克）
- 亂馬½ 珊璞暴變！反轉寶珠惹的禍（天道霞（日语：天道かすみ））
- 亂馬½ 天道家混亂的聖誕節（天道霞）

1994年
- 青空少女隊（鷺之宮櫻）
- 御宅星座（日语：おたくの星座）（瑪雅）
- 非常偶像Key（巳真兔與子）
- 新·甜心戰士（夜叉）
- 我不是天使（日语：天使なんかじゃない）（牧博子）
- 七都市物語 ～北極海戰線～（日语：七都市物語）（張伯倫）
- MAPS（日语：マップス (OVA)#1994年（KSS）版）（雷茵）
- 亂馬½ 小茜 VS 亂馬 媽媽的味道由我守護！（天道霞）
- 亂馬½ 道場繼承者（天道霞）
- 亂馬½ SPECIAL 甦醒的記憶（天道霞）

1995年
- Idol Project（日语：アイドルプロジェクト）（科露貝特·海耶斯）
- 黃金小子（速水鮎子、社員A）
- 機械女神R（布莉特）
- 新海底軍艦（阿布都）
- 神秘的世界（倫·維納斯）
- 秘境探險法姆&依莉（日语：秘境探検ファム&イーリー）（王妃）
- 美少女遊擊隊Battle Skipper（日语：美少女遊撃隊バトルスキッパー）（綾小路玲香）
- 美幸夢遊仙境（日语：不思議の国の美幸ちゃん）（女王）
- 彌涅耳瓦公主（布魯莫里斯·路易·埃爾米塔日）
- 亂馬½ SUPER 破戀洞的詛咒！吾愛永存（天道霞）
- 亂馬½ SUPER 邪惡的鬼（天道霞）

1996年
- 機動戰士鋼彈 第08MS小隊（艾娜·薩哈琳）
- 銀河少女傳說 ～深暗的仙女～（日语：銀河お嬢様伝説ユナ）（幻夢）
- 小鐵的大冒險（日语：小鉄の大冒険）（久遠美保）
- 鬥神傳（日语：闘神伝）（烏拉努斯）
- 同級生2（鳴澤美佐子）
- 企業戰士（日语：僕のセクシャルハラスメント）（艾蜜莉）
- 亂馬½ SUPER 兩個小茜「亂馬，看著我！」（天道霞）

1997年
- AIKa（黃金黛莫〈托尼婭〉）
- 愛麗絲 in Cyberland（日语：ありす in Cyberland）（露西亞）
- 神秘的世界2（倫·維納斯）
- 電腦戰隊VOOGIE'S★ANGEL（日语：電脳戦隊ヴギィ'ズ★エンジェル）（橘栞）

1998年
- 危險調查員（凱倫·M·伍爾夫）

1999年
- 超神姬彈凱撒3（日语：超神姫ダンガイザー3）（藍寶石）
- Weiß kreuz（巴蔓）

2000年
- 鋼鐵天使（撫子）
- sin THE MOVIE（日语：sin THE MOVIE）（傑米·克莉絲提納·亞馬克中尉）

2001年
- HAPPY★LESSON（三世院彌生）

2002年
- COSPLAY症候群（鷹良蘭子）
- 追擊揚格·哈洛克！宇宙戰士零外傳（日语：コスモウォーリアー零）

2003年
- 櫻花大戰 巴黎學院（日语：サクラ大戦 エコール・ド・巴里）（露比莉亞·卡里尼）
- PARASITE DOLLS（日语：A.D.POLICE#PARASITE DOLLS）（安潔兒）
- 羔羊之歌（高城百子）

2004年
- 櫻花大戰 新巴黎（日语：サクラ大戦 ル・ヌーヴォー・巴里）（露比莉亞·卡里尼）
- 夏色的砂時計（柳原朋美）
- HAPPY★LESSON THE FINAL（三世院彌生）
- Phantom -PHANTOM THE ANIMATION-（克勞迪亞·麥肯寧）

2005年
- 圓盤皇女 星靈節的新娘（伊娜爾娃）

2006年
- 舞-乙HiME Zwei（Professor GAL、羅拉·比安琪、紫子·修坦貝格）
- 圓盤皇女 時空與夢想的銀河之宴（伊娜爾娃）

2008年
- 飛鳥少女☆V3 -Best Episode Collection-（真月奈奈美）
- 機動戰士鋼彈 MS IGLOO2 重力戰線（艾琳‧納宗技術中尉、死神）
- 獄·絕望先生（大草麻菜實）
- 東方二次創作同人動畫 夢想夏鄉 ～A Summer Day's Dream～（旁白、八雲紫）
- 魔法老師！ ～白之翼 ALA ALBA～（源靜奈）
- 潛龍諜影2 BANDE DESSINEE（日语：メタルギアソリッド バンドデシネ）（羅絲瑪莉／凱倫·北條）
- 意外（楓）
- 柳瀨嵩童話劇場（姬）
- 幸運☆星OVA 原創等視覺與動畫（柊美紀）

2009年
- 懺·絕望先生 番外地（大草麻菜實）

2010年
- 文學少女 回憶篇I 天野遠子篇 -夢想少女的前奏曲-（天野結衣）
- 皮卡丘的不可思議不可思議大冒險（波克基斯）
- 亂馬½ 惡夢！春眠香（日语：らんま1/2 悪夢!春眠香）（天道霞）

2011年
- 幸運女神 永遠的兩人（蓓兒丹娣）
- 玩伴貓耳娘 OVA特別篇：來一起玩吧!!（庫娜）
- 怪物王女「孤島王女」（席兒維亞）
- 笨蛋，測驗，召喚獸 ～祭～（吉井玲）
- 魔神凱撒SKL（卑彌呼）

2012年
- Code Geass反叛的魯路修 娜娜莉夢遊仙境[[[Wikipedia:格式手册/链接#章節|錨點失效]]]（塞希爾·柯爾米）
- 魔法老師！ ANIME FINAL（源靜奈）

2015年
- 英雄派遣公司（天野銀河的母親）[注 7]

2016年
- 東方二次創作同人動畫 秘封活動記錄 -月-（八雲紫）
- 出包王女DARKNESS（賽菲·米卡埃拉·戴比路克）[注 8]

2017年
- 宇宙戰艦大和號2202 愛的戰士們（絲塔西婭（日语：スターシャ）[132]）[注 9]

2019年
- 噬血狂襲III（緣堂緣）
- 路人超能100 第一回靈能相談所員工旅遊 ～填滿內心的療癒之旅～（旅館女將）

### 網路動畫
2010年
- 由土里醬（志和田留美／魔法熟女）

2011年
- 武裝中學生（日语：武装中学生）（克麗絲〈克麗絲緹·艾里歐〉）

2012年
- 戀研！ ～我們被動畫化了！～（日语：こいけん!）（喜久井遙）

2016年
- 蠟筆小新外傳 玩具大戰（日语：クレヨンしんちゃん外伝 おもちゃウォーズ）（歐邦）

2017年
- 寶可夢世代（母親）

2019年
- 歡迎來到傑帕力公園（過去博士）

2021年
- 在生化村裡一起玩（迪米特姐姐）
- 星期一的豐滿2（媽媽）

2024年
- 火辣浪漫 熱辣娃傳說（熱辣娃[133]）

### 遊戲

#### 1990年代
1990年
- 亂馬½（天道霞（日语：天道かすみ））[注 10]

1991年
- 亂馬½ 囚禁的新娘（日语：らんま1/2 とらわれの花嫁）（天道霞）[注 10]

1992年
- SNATCHER（日语：スナッチャー）（傑咪·席德）
- 亂馬½ 打倒，元祖無差別格鬥流！（日语：らんま1/2 打倒、元祖無差別格闘流!）（天道霞）[注 10]
- 露娜 銀河之星（艾蕾絲、露娜、艾露緹娜）

1993年
- 機裝魯加（日语：機装ルーガ）（艾蓮娜）
- 海底兩萬哩 ～Inherit the Bluewater～（娜迪亞·拉·阿爾瓦）[注 10]
- 亂馬½ 白蘭愛歌（日语：らんま1/2 白蘭愛歌）（天道霞）[注 11]

1994年
- 驚心動魄的奧德賽2 魔龍戰爭（朱莉亞·梅爾羅斯）
- 星球破壞者（日语：スターブレイカー）（艾莉亞）
- 兵蜂對戰益智球（梅洛拉公主）
- 初戀物語（片桐朋美）
- POLICENAUTS（日语：ポリスノーツ）（凱倫·北條）
- 女神天國（日语：女神天国）（史緹西亞）
- 露娜 永恆之藍（露娜、艾露緹娜）

1995年
- 機裝魯加II（艾蓮娜）
- 制服傳說Pretty Fighter X（日语：制服伝説 プリティ・ファイター）（瑪莉亞·克莉斯提爾）
- 同級生（芹澤芳子）

1996年
- 愛麗絲 in Cyberland（日语：ありす in Cyberland）（露西亞）
- 現代吸血鬼（牧村杏奈）
- Guardian Recall ～守護獸召喚～（龍鬼姬、半澤由美）[注 12]
- 超級機器人大戰外傳 魔裝機神（裘蒂·諾芭克）
- 第4次超級機器人大戰S（迪蒂·諾爾巴克）
- 天外魔境 第四默示錄（日语：天外魔境 第四の黙示録）（朵拉克羅亞）
- 真愛故事（日语：トゥルー・ラブストーリー）（三上冴子）
- 聖龍戰記（阿斯泰爾）
- 恐怖校園（日语：トワイライトシンドローム）（姬神櫻）
- （旁白）
- （良子）
- FIST（瑪莉亞·克莉斯提爾）
- 魔法氣泡CD通（日语：ぷよぷよ通）
- 波波羅古洛伊斯物語（旁白）
- 女神天國II（史緹西亞）
- Last Bronx -東京番外地-（日语：ラストブロンクス -東京番外地-）（豐饒椰）
- 夢幻模擬戰3（日语：ラングリッサーIII）（露西里絲、法娜）
- （辛蒂）
- 亂馬½ Battle Renaissance（天道霞）[注 13]
- Aubird Force（日语：オウバードフォース）

1997年
- 綾香忍傳的一番（日语：あやかし忍伝 くの一番）（遠野深雪）
- 銀河少女傳說3 LIGHTNING ANGEL（日语：銀河お嬢様伝説ユナ）（幻夢）
- 冒險奇譚（リエーテ）
- YU-NO 在這世界盡頭詠唱愛的少女（有馬亞由美）
- （杉田翠）
- 命運傳奇（菲莉亞·菲莉斯）
- 電腦天使（日语：電脳天使）（福爾西尼亞·薩達蘇德·盧克瓦）[注 14]
- 戀之千年王國（歌麗安妲·沃特克瑞斯、安潔莉卡）
- POCKET LOVE（日语：ポケットラブ）（森薗美里以、森薗麻里以）
- （吉澤美雪）
- 超時空要塞 數位任務 VF-X（日语：マクロス デジタルミッション VF-X）（瑠璃薊）
- 悠久幻想曲（日语：悠久幻想曲）（艾莉莎·艾斯緹亞）
- （貞德）
- Refrain Love ～想見你～（日语：リフレインラブ#リフレインラブ 〜あなたに逢いたい〜）（日野光）
- 龍機傳承2（莉莉娜·格拉納德）
- 魯邦三世 卡里奧斯特羅城 -再會-（日语：ルパン三世 カリオストロの城 -再会-）（嚮導、女服務生）
- 惑星攻機隊 Little Cats（クレア·リヒトー）
- 怪盜Saint Tail（深森聖良）

1998年
- 超時空之旅NEOS（日语：エクソダスギルティー）（橘玲奈、瑪莎）
- SD鋼彈 G世代（艾娜·薩哈琳）
- 瑪莉的鍊金工房 ～薩爾博格之鍊金術士2～（米爾凱絲·福祿貝爾）
- 機動戰士鋼彈 基連的野望（日语：機動戦士ガンダム ギレンの野望）（賽莉西亞·艾琳）
- 超級機器人大戰F完結篇（迪蒂·諾爾巴克）
- 兵蜂RPG（日语：ツインビーRPG）（梅洛拉公主、占卜師）
- 慟哭 然後…（日语：慟哭 そして…）（白川子鈴）
- 火魅子傳 ～戀解～（日语：火魅子伝）（夷緒）
- 巫紗的魔法物語（日语：ミサの魔法物語）（珍妮·邁耶）
- 純愛騎士（日语：みつめてナイト）（克蕾兒·瑪裘拉姆）
- 公主戰記（日语：プリンセスクエスト）（潘納科達）
- 正邪幻想史（日语：ブラックマトリクス）（露比露比）[注 14]
- 灣岸Trial Love（藤田京子）
- 無人島物語R（朝霞瞳、中嶋理香）[注 14]

1999年
- 女神戰記（“雅莉”赫斯特·瓦爾基里、賽莉婭）
- SD鋼彈 G世代-ZERO（艾娜·薩哈琳、瑪莉亞·尼可斯）
- CIRCADIA（日语：サーカディア）（篠原智美）
- 超級機器人大戰完全版（迪蒂·諾爾巴克）
- 電腦戰機Virtual-On Oratorio Tangram（日语：電脳戦機バーチャロン#電脳戦機バーチャロン オラトリオ・タングラム）（坦格拉姆）[注 15]
- 正邪幻想史AD（露比露比）
- （高梨洋子）
- 封神領域（日语：封神領域エルツヴァーユ）（華麟）
- Refrain Love 2（日语：リフレインラブ#リフレインラブ2）（蘿拉·瀨倉）

#### 2000年代
2000年
- infinity（守野泉）
- 宇宙戰艦大和號 英雄的軌跡（裘拉）
- SD鋼彈 G世代-F（艾娜·薩哈琳、瑪莉亞·尼可斯、艾塔納·福雷爾）
- （雨宮競音）
- CARRIER（珍妮法·馬寧）
- 偵探紳士DASH！（日语：不確定世界の探偵紳士#探偵紳士 DASH!）（神菖蒲）
- 正邪幻想史+（露比露比）
- BLOOD THE LAST VAMPIRE 上、下卷（燈子）
- 六月守護神（日语：ヘキサムーン・ガーディアンズ）（輝夜）

2001年
- 機戰傭兵2 AA（日语：アーマード・コア2 アナザーエイジ）（接線員）
- AIR（裏葉）
- SD鋼彈 G世代-F.I.F（艾娜·薩哈琳、瑪莉亞·尼可斯、艾塔納·福雷爾）
- 機動天使ANGELIC LAYER 美咲與夢幻的天使們（鈴原萩子）
- 櫻花大戰3 ～巴黎在燃燒嗎～（露比莉亞·卡里尼）
- 超級機器人大戰α外傳（迪蒂·諾爾巴克）
- 世嘉小子 網路專賣版（日语：セガガガ）（秘書艾莉莎）
- HAPPY★LESSON（三世院彌生）
- PRISM HEART（日语：プリズム・ハート）
- 松本零士999 ～Story of Galaxy Express 999～（日语：松本零士999 〜Story of Galaxy Express 999〜）（羽黑妖）
- 全民高爾夫3（葛蘿莉亞）
- 潛龍諜影2 自由之子（蘿絲瑪麗、初始遊玩時的指南配音）
- 指極星（アルシオネ·セン·クエーサー）

2002年
- 復活邪神：無限傳說（羅拉、瑪莉）
- Innocent Tears（日语：Innocent Tears (ゲーム)）（火村篝）
- SD鋼彈 G世代 NEO（艾娜·薩哈琳）
- Only you -熱鬥學園-（西蒙尼·京子·懷特）
- Card of Destiny ～光與闇的統合者～（尤莉西亞）
- 銃墓（淺蔥瑪麗亞）
- 機動戰士鋼彈戰記 Lost War Chronicles（艾娜·薩哈琳）
- GALAXY ANGEL（查延）
- 聖騎士之戰XX（日语：GUILTY GEAR XX）（伊諾（日语：イノ (GUILTY GEAR)））
- 超魔法大戰 CROSS HERMIT（帕彌菈‧露弗鐸可勞）
- 櫻花大戰4 ～戀愛吧少女～（露比莉亞·卡里尼）
- 真·女神轉生 惡魔之子 黑之書·紅之書（日语：真・女神転生 デビルチルドレン 黒の書・赤の書）（冷冰）
- 超級機器人大戰IMPACT（日语：スーパーロボット大戦IMPACT）（艾娜·薩哈琳）
- 時空幻境 魔幻迷宮2（日语：テイルズ オブ ザ ワールド なりきりダンジョン2）
- 命運傳奇2（菲莉亞·菲莉斯）
- 幻想傳奇 Vol.1（日语：テイルズ オブ ファンダム Vol.1）（菲莉亞·菲莉斯）
- 如此地湛藍…（日语：果てしなく青い、この空の下で…。）（瀨能英里子）[注 13]
- 夏色的砂時計（柳原朋美）
- Braveknight ～莉維大地英雄傳～（日语：Braveknight 〜リーヴェラント英雄伝〜）（蕾米莉雅·厄佛格）

2003年
- 天使之谷（日语：Angelic Vale）系列（由絲莉荷）
- GALAXY ANGEL Moonlit Lovers（查延）
- 超級機器人大戰Scramble Commander（日语：スーパーロボット大戦Scramble Commander）（艾娜·薩哈琳）
- D→A:BLACK（日语：D→A:BLACK）（和泉惠都）
- 天誅 參（神樂）
- 電腦戰機Virtual-On Mars（日语：電脳戦機バーチャロン#電脳戦機バーチャロン マーズ）（坦格拉姆）
- Phantom -PHANTOM OF INFERNO-（克勞迪亞·麥肯寧）
- 全民高爾夫4（葛蘿莉亞）
- 真實夢境（日语：ゆめりあ）（千條七瀨）

2004年
- 青涙（日语：青い涙 (ゲーム)）（工藤晴子）
- SD鋼彈 G世代 SEED（艾娜·薩哈琳）
- GALAXY ANGEL Eternal Lovers（查延）
- 櫻花大戰物語 ～神秘的巴黎～（日语：サクラ大戦物語 〜ミステリアス巴里〜）（露比莉亞·卡里尼）
- 超級機器人大戰GC（日语：スーパーロボット大戦GC）（艾娜·薩哈琳）
- 中華雀士天和牌娘（日语：ちゅ〜かな雀士てんほー牌娘）（白金妖子）
- 時空幻境 魔幻迷宮3（日语：テイルズ オブ ザ ワールド なりきりダンジョン3）
- DearS（芳峰蜜香）
- D→A:WHITE（日语：D→A:WHITE）（和泉惠都）
- 搞怪星人（日语：めいわく星人パニックメーカー）（亞妮·坎柏、吉兒·范倫廷、姊、奶奶）[注 16]
- 潛龍諜影3 食蛇者（頭目（日语：ザ・ボス）、蘿絲瑪麗（僅在SUBSISTENCE））
- 看我龍顯神威（美由奈、霧子）

2005年
- （穗乃香）
- 深淵傳奇（菲莉亞·菲莉斯）[注 17]
- NAMCO x CAPCOM（瓦爾基里（日语：ワルキューレ (ゲームキャラクター)）、黑瓦爾基里）
- 俠盜銀河（露魯卡·萊莎）

2006年
- SD鋼彈 G世代 PORTABLE（艾娜·薩哈琳）
- CLANNAD（古河早苗）
- GE王者之劍（日语：グラナド・エスパダ）
- 召喚夜響曲4（瑪莉裘）
- 超級機器人大戰XO（日语：スーパーロボット大戦GC）（艾娜·薩哈琳）
- 世界傳奇 光明神話（菲莉亞·菲莉斯）
- 命運傳奇（菲莉亞·菲莉斯）[注 16]
- NINETY-NINE NIGHTS（艾莉莎）
- 霸天開拓史2 創始之翼與諸神之子（日语：バテン・カイトスII 始まりの翼と神々の嗣子）（瓦拉拉）
- BLOOD THE LAST VAMPIRE（燈子）[注 18]
- 全民網球（日语：みんなのテニス）（葛蘿莉亞）

2007年
- 幸運女神（蓓兒丹娣）
- SD鋼彈 G世代 SPIRITS（艾娜·薩哈琳、艾塔納·福雷爾）
- GALAXY ANGEL II 無限回廊之鑰（日语：ギャラクシーエンジェルII）（查延）
- BALDR BULLET EQUILIBRIUM（莉娜·布蒂利斯卡亞）
- 暮蟬悲鳴時祭（園崎茜）
- 全民高爾夫5（葛蘿莉亞）
- 全民高爾夫 攜帶版2（葛蘿莉亞）

2008年
- 問答魔法學院5（艾莉莎）
- CLANNAD FULL VOICE（古河早苗）
- Code Geass 反叛的魯路修 LOST COLORS（塞希爾·柯爾米、井上直美）
- 超級機器人大戰A PORTABLE（艾娜·薩哈琳）
- 零之使魔 迷途者的終止符與數千首交響曲（艾麗諾·艾伯蔕妮·露·杜·拉·瓦利埃爾）
- 寒蟬黎明 便携版（園崎茜）
- 每天都相陪（日语：まいにちいっしょ）2008年9月22日發佈的Toro Station（日语：トロ・ステーション）（露面演出）
- 潛龍諜影4 愛國者之槍（蘿絲瑪麗、姍妮）

2009年
- SD鋼彈 G世代 WARS（艾娜·薩哈琳、艾塔納·福雷爾）
- （穗乃香）
- 機動戰士鋼彈 鋼彈VS.鋼彈NEXT PLUS（日语：機動戦士ガンダム ガンダムVS.ガンダムNEXT）（艾娜·薩哈琳）
- GALAXY ANGEL II 永劫回歸之時（查延、德莉安娜·麥卡勒爾）
- 問答魔法學院6（艾莉莎）
- 冒險奇譚Online（リエーテ）[注 19]
- 光明與黑暗續戰篇 羽翼（日语：シャイニング・フォース フェザー）
- 時空幻境 世界傳奇 閃耀神話2（日语：テイルズ オブ ザ ワールド レディアント マイソロジー2）（菲莉亞·菲莉斯）
- 時空幻境 決鬥傳奇（日语：テイルズ オブ バーサス）（菲莉亞·菲莉斯）
- 鋼之鍊金術師 FULLMETAL ALCHEMIST 友情搭檔戰（拉斯多）
- 寒蟬黎明Portable MEGA EDITION（園崎茜）
- PRIUS守護之星 ONLINE（日语：PRIUS ONLINE）（貝里亞）[注 19]
- 超時空要塞 終極邊疆（日语：マクロスアルティメットフロンティア）（格蕾絲·奧康納）
- 十字架與吸血鬼 CAPU2 戀與夢的狂想曲（貓目靜）

#### 2010年代
2010年
- 海貓鳴泣時 ～魔女與推理的輪舞曲～（瓦爾基莉亞）
- 機動戰士鋼彈 極限VS.（日语：機動戦士ガンダム エクストリームバーサス）（艾娜·薩哈琳）
- 惡魔城 闇影主宰（瑪麗·貝爾蒙特）
- 問答魔法學院7（艾莉莎）
- 問答魔法學院DS ～雙重時空石～（艾莉莎）
- 戀研！（日语：こいけん!）（喜久井遙）
- 召喚夜想曲新傳 毀滅之劍與應許騎士（日语：サモンナイトグランテーゼ 滅びの剣と約束の騎士）（拉斯卡、安）
- 超級機器人大戰OG SAGA 魔裝機神 THE LORD OF ELEMENTAL（裘蒂·諾芭克）
- 鋼之鍊金術師 FULLMETAL ALCHEMIST 誓約之日（拉斯多）
- 全民網球 攜帶版（葛蘿莉亞）
- 潛龍諜影 和平先驅（The Joy、奇可）
- 魔物獵人攜帶版3rd（「頭目裝備」裝備時的玩家聲音）
- uni.（日语：uni.）（橘薰子）

2011年
- 聖靈家族 -La storia della Arcana Famiglia-（菫）
- 海貓鳴泣之時 ～真實與幻想的夜想曲～（瓦爾基莉亞）
- SD鋼彈 G世代 WORLD（艾娜·薩哈琳、艾塔納·福雷爾）
- 黃金夢想曲X（瓦爾基莉亞）
- 問答魔法學院8（艾莉莎）
- 聖騎戰史（日语：グランナイツヒストリー）（幕斯女王）
- 時空幻境 世界傳奇 閃耀神話3（日语：テイルズ オブ ザ ワールド レディアント マイソロジー3）（菲莉亞·菲莉斯）
- 謎惑館 ～隨音逐流～（日语：謎惑館 〜音の間に間に〜）（迷路的女性）
- 勇者派遣公司（日语：勇現会社ブレイブカンパニー）
- 符文工廠 藍海奇緣（莉莉）

2012年
- 聖靈家族 -幽靈船的魔術師-（菫[134]）
- 聖靈家族 -Festa x Regalo-（菫[135]）
- SD鋼彈 G世代 OVER WORLD（艾娜·薩哈琳、艾塔納·福雷爾、玩家角色聲音[136]）
- 鬼武者Soul（日语：鬼武者Soul）（小姓、齋藤歸蝶、出雲阿國、蘭 等）
- 問答魔法學院 賢者之扉（艾莉莎）
- 幻想水滸傳 交織的百年之時（日语：幻想水滸伝 紡がれし百年の時）（阿斯特里德）
- 超級機器人大戰OG SAGA 魔裝機神II REVELATION OF EVIL GOD（裘蒂·諾芭克）
- 第2次超級機器人大戰OG（迪蒂·諾爾巴克[137]）
- 第2次超級機器人大戰Z 再世篇（格蕾絲·奧康納、塞希爾·柯爾米）
- Dragon Age II（里安朵拉）
- 英雄幻想曲（日语：ヒーローズファンタジア）（梅莉莎）
- PROJECT X ZONE（[138]）
- 全民高爾夫6（葛蘿莉亞）
- ROBOTICS;NOTES（瀨乃宮美纱希[139]）

2013年
- 聖靈家族2（菫[140]）
- 女友伴身邊 第2期（天都彼方[141]）
- 靈裝戰士（白銀火野子[142]）
- 月英學園 -kou-（日语：月英学園 -kou-）[143]
- 噬神者2 狂怒解放（莉亞博士〈莉亞·克勞狄烏斯〉[144]）
- 超級機器人大戰OG傳奇 魔裝機神III PRIDE OF JUSTICE（裘蒂·諾芭克[145]）
- 超級機器人大戰Operation Extend（塞希爾·柯爾米）
- 魔龍寶冠（女巫（Sorceress）[146]）
- （旁白[147]）
- 妖精劍士f（女神）
- 勇氣默示錄 For the Sequel（火之巫女 ）
- 超時空要塞30 連繫銀河的歌聲（日语：マクロス30 銀河を繋ぐ歌声）（格蕾絲·奧康納[148]）
- 潛龍諜影崛起 再復仇（姍妮[149]）

2014年
- CV ～CASTING VOICE～（日语：CV 〜キャスティングボイス〜）（十條玖美子[150]）
- 聖騎士之戰 Xrd SIGN（伊諾[151]）
- 問答魔法學院 天之學舎（艾莉莎[152]）
- 碧藍幻想（マイシェラ）
- 蠟筆小新：呼風喚雨春日部電影明星！（日语：クレヨンしんちゃん 嵐を呼ぶ カスカベ映画スターズ!）（Siren[153]）
- 混沌之環3 前傳三部曲（[154]）
- 白貓Project（[155]）
- Rewrite（導師）
- 巴哈姆特之怒（維納斯）
- 新·世界樹的迷宮2：法夫納的騎士（日语：新・世界樹の迷宮2 ファフニールの騎士）（謎之人物[156]）
- 超級機器人大戰OG SAGA 魔裝機神F COFFIN OF THE END（日语：スーパーロボット大戦OGサーガ 魔装機神F COFFIN OF THE END）（裘蒂·諾芭克[157]）
- Sky Lore（梅爾比斯）
- 音速小子&SEGA 超級巨星大賽車：變形（日语：ソニック&オールスターレーシング トランスフォームド）
- MIRROR WAR Reincarnation of Holiness（スケルトンボウマン、[158]）

2015年
- （天爪[159]）
- 我家公主最可愛（聖輝晶姬 、聖紫晶姬 、聖青晶姬 、聖朱晶姬 、聖翠晶姬 ）
- ω 迷宮（日语：オメガラビリンス）（天乃夢美[160]）
- 聖騎士之戰 Xrd -REVELATOR-（依諾[161]）
- 噬神者2 狂怒解放（莉亞博士〈莉亞·克勞狄烏斯〉[162]）
- XUCCESS HEAVEN（山吹基洛[163]）
- 白貓Project（[164]）
- 巴哈姆特之怒（米菈老師）
- 閃亂神樂 ESTIVAL VERSUS -少女們的抉擇-（日语：閃乱カグラ ESTIVAL VERSUS -少女達の選択-）（兩姬[165]）
- 惡魔倖存者2 BREAK RECORD（第谷〈女〉[166]）
- 練愛球園（丘美奈[167]）
- 暮蟬鳴泣時粹（園崎茜）
- 妖精劍士 F ADVENT DARK FORCE（女神）
- PROJECT X ZONE 2：BRAVE NEW WORLD（日语：PROJECT X ZONE 2:BRAVE NEW WORLD）（[168]）
- 波波羅古洛伊斯牧場物語（日语：ポポロクロイス牧場物語）（旁白[169]）
- Wonderland Wars（日语：Wonderland Wars）（輝夜[170]）
- 鎖鏈戰記（榭琪娜、千鳥[171]）

2016年
- 偶像活動！Photo on stage!!（天羽明日香）
- 快盜天使雙胞胎 ～神話中的少女們～（水無月香澄）
- 闇影詩章（依莉絲[172]）
- STARLY GIRLS 星娘（日语：スターリーガールズ）（[173]）
- 勇者鬥惡龍 英雄集結II 雙子之王與預言的終焉（克雷提亞女王[174]）
- 戰神（芙蕾雅）
- 方根書簡（YUKARI[175]）
- 羅德斯島戰記Online（卡拉（日语：カーラ (ロードス島戦記)）[176]）
- Wonderland Wars（[177]）
- 太鼓之達人 到處咚！神秘冒險（底波拉）

2017年
- 蒼藍革命之女武神（瑪莉亞·修麥可[178]）
- 我們的世界迎向終結。（日语：俺達の世界わ終っている。）（艾洛莉·紐紐[179]）
- 真·女神轉生 DEEP STRANGE JOURNEY（神秘少女[180]）
- 閃亂神樂 PEACH BEACH SPLASH（兩姬[181]）
- 新槍彈辯駁V3 大家的自相殘殺新學期（東條斬美[182]）
- 天使帝國 幻獸之月（賽蓮娜[183]）
- 火焰之纹章 英雄（迪亞多菈）
- Fate/Grand Order（不夜城的Caster）
- REDSTONE2（教授芙瑞妲[184]）

2018年
- Sdorica 萬象物語（澪、麗莎）
- 問答RPG 魔法使與黑貓維茲（希尼歐菈·提塔諾）
- 御城收藏:RE（日语：御城プロジェクト）（[185]）
- 魔龍寶冠Pro（魔女[186]）
- 超級機器人大戰X（格蕾絲·奧康納、塞希爾·柯爾米）
- 真紅之焰 真田忍法帳（日语：真紅の焔 真田忍法帳）（格拉西雅[187]）
- Dragalia Lost ～失落的龍絆～（墨丘利）
- 刺客教條：奧德賽（米里奈[188]）
- CRYSTAR（Android[189]）
- 女神異聞錄Q2 新電影迷宮（凪[190]）
- 方根書簡 Last Answer（石原由香里[191]）
- Alteil NEO（安娜蘿潔[192]）
- 食之契約（魚香肉絲、烏雲托月）

2019年
- 魔法師交響曲（瑪莉西亞[193]）
- JUDGEMENT 7 我們的世界迎向終結。（日语：俺達の世界わ終っている。）（艾蘿莉·紐紐[194]）
- 王之逆襲（尤莉婭）
- 魔法禁書目錄 幻想收束（上條詩菜）
- 火焰之紋章 風花雪月（蕾雅／賽羅司[195]）
- 時空幻境 鏡光傳奇 仙女鎮魂曲（日语：テイルズ オブ ザ レイズ）（菲莉亞·菲莉斯）
- 私立凡爾玫瑰學園 ～凡爾賽玫瑰Re*imagination～（山田玫瑰[196]）
- 勇者鬥惡龍XI 尋覓逝去的時光 S（埃蕾諾亞[197]）
- 死亡擱淺（艾米莉）
- SD鋼彈 G世代 CROSSRAYS（凱爾妲·伊舒、艾塔納·福雷爾、我的角色聲音〈女性12〉）

#### 2020年代
2020年
- 仁王2（深芳野[198]）
- FAIRY TAIL（米涅露芭·奧蘭德[199]）
- 怪物彈珠（麻穗呂芭）

2021年
- 海貓鳴泣時咲 ～貓箱與夢想的交響曲～（瓦爾基莉亞[200]）
- 塗鴉王國（日语：ラクガキ キングダム）（秋穗·法蘭索瓦[201]）
- 生化危機 村莊（阿契娜·蒂米特雷斯庫）
- 原神 (艾莉丝)
- 拳皇全明星（伊諾）
- 最终幻想XIV 曉月的終焉（海德林-維涅斯）

2022年
- 洛克人X DiVE（艾拉托涅爾）
- 明日方舟（令）

2023年
- 無期迷途（加洛法诺）

#### 同人遊戲
年份不詳
- 暮蟬悲鳴時系列（園崎茜）
  - 寒蟬黎明
  - 寒蟬黎明改

2010年
- 黃金夢想曲（瓦爾基莉亞）

### 廣播劇
- 網路試播廣播劇 2.5大作戰（JEA幹部B）
- 兵蜂PARADISE（梅洛拉公主）
- SUDA51'S SDATCHER（日语：スダッチャー）（艾麗絲·基布遜）

### 外語配音

#### 演員
卡麥蓉·狄亞茲
- 你行我素（英语：A Life Less Ordinary）（席琳·納維爾）※朝日電視台版。
- 挑戰星期天（克莉絲蒂娜·帕格里亞齊）※朝日電視台版。
- 摩登大聖（蒂娜·卡萊兒）※朝日電視台版。

珍妮佛·康納莉
- 正義之心（英语：The Heart of Justice）（艾瑪·伯吉斯）
- 激情沸點（英语：The Hot Spot）（格洛麗亞·哈波）※東京電視台版。
- 火箭手（珍妮·布雷克）
- 蜘蛛人：返校日（凱倫[202]）

妮奧米·瓦兹
- 大劊人心（安）
- 七夜冤靈（瑞秋·凱勒）※富士電視台版。
- 離魂（英语：Stay (2005 film)）（莉拉·庫爾佩珀）

蘿拉·鄧恩
- 生命中的美好缺憾（弗蘭妮·蘭卡斯特）
- 侏羅紀世界：統霸天下（愛麗·塞特勒博士[203]）
- 激情薔薇（英语：Rambling Rose (film)）（蘿絲）
- 威爾遜（英语：Wilson (2017 film)）（皮皮）

楊恭如
- 拳神（阿飄）
- 壞小子特攻（英语：For Bad Boys Only）（皇后）
- 風雲：雄霸天下（孔慈）
- 殭屍道長 幽女篇（茵林）

#### 電影／電視影集
| 作品年份 | 作品名稱                  | 配演角色                       | 演員                            | 媒介                               |
| -------- | ------------------------- | ------------------------------ | ------------------------------- | ---------------------------------- |
| 1949     | 錦城春色                  | 露西·舒麥樂                    | 維拉-艾倫                       | 日本電視台版                       |
| 1967     | 冒險者                    | －                             | －                              | 東京電視台版／BD&DVD收錄           |
| 1973     | 美國風情畫                | Debbie Dunham                  | Candy Clark                     | BD版本                             |
| 1973     | 異教徒                    | Rachel Verney                  | 布麗特·艾克蘭〈配音〉           | DVD版本                            |
| 1974     | 火燒摩天樓                | Susan Blakely                  | －                              | BS JAPAN版                         |
| 1975     | 大白鯊                    | Chrissie Watkins               | Susan Backlinie                 | TBS版                              |
| 1975     | Scandal in the Family     | 法蘭雀絲卡                     | 珍妮·坦布里                     | 東京電視台版                       |
| 1976     | 計程車司機                | 貝西                           | 西碧兒·雪佛                     | 終極DVD版本                        |
| 1977     | 奇襲恩培德                | －                             | －                              | 富士電視台版／DVD收錄              |
| 1977     | 雷霆尖兵                  | 琳達·福契特                    | Linda Haynes                    | 東京電視台版                       |
| 1978     | 油脂                      | 珊卓·迪·“桑迪”·奧爾森          | 奧莉維亞·紐頓-約翰              | BD&DVD版本                         |
| 1981     | Gangster Wars             | Ruth Lasker                    | 麥德琳·史道威                   | 富士電視台版                       |
| 1981     | 宇宙奇趣錄                | 女孩                           | －                              | DVD版本                            |
| 1983     | 你整我，我整你            | Penelope Peaks                 | Kristin Holby                   | 富士電視台版／DVD收錄              |
| 1983     | 太空先鋒                  | Trudy Cooper                   | Pamela Reed                     | WOWOW版                            |
| 1984     | 斯帝爾傳奇 (第3季～第5季) | Laura Holt                     | Stephanie Zimbalist             | 日本電視台版                       |
| 1985     | 七寶奇謀                  | Andy Carmichael                | Kerri Green                     | VHS&DVD&舊BD版本                   |
| 1985     | 霹靂遊俠 (第4季)          | Ferret的技術人士               | －                              | 朝日電視台版                       |
| 1986     | 怒月衝天                  | －                             | －                              | 朝日電視台版                       |
| 1986     | 美國小子                  | －                             | －                              | DVD版本                            |
| 1986     | 霍華鴨                    | 貝弗莉·斯威茲勒                | －                              | TBS版                              |
| 1986     | 幽靈賽車手                | 凱里·約翰遜                    | 雪琳·芬                         | TBS版                              |
| 1986     | 金剛2                     | －                             | －                              | 朝日電視台版                       |
| 1987     | 致命武器                  | 瑞安·墨斐                      | 崔西·沃爾夫                     | TBS版                              |
| 1987     | 斯蒂爾傳奇                | Laura Holt                     | Stephanie Zimbalist             | 朝日電視台版                       |
| 1987     | 驚異傳奇                  | Jane                           | Penny Peyser                    | 電視播出版                         |
| 1987     | 鬼玩人                    | Bobby Joe                      | Kassie Wesley                   | 東京電視台版／經典回憶復刻版BD收錄 |
| 1987     | 霹靂炮2                   | －                             | －                              | 富士電視台版                       |
| 1987     | Strike Commando           | Lao的姊姊                      | －                              | 朝日電視台版                       |
| 1987     | 太空炮彈                  | Princess Vespa                 | Daphne Zuniga                   | TBS版／BD收錄                      |
| 1987     | 決勝時空戰區              | Julie Winston                  | Courteney Cox                   | 朝日電視台版                       |
| 1987     | A計劃續集                 | 石愛華                         | 黃曼凝                          | 富士電視台版                       |
| 1987     | 歡樂滿屋                  | Christine                      | －                              | NHK教育版                          |
| 1987     | 星際旅行：下一代          | Marjorie                       | －                              | Super！drama TV頻道                |
| 1987     | 天使在人間                | Angel                          | Emmanuelle Béart                | DVD版本                            |
| 1987     | 夏日福星                  | 王依青                         | 關之琳                          | 東京電視台版                       |
| 1988     | 飛龍猛將                  | 助手                           | －                              | 富士電視版                         |
| 1988     | 普西迪基地                | 帕蒂·吉恩·林奇                 | 珍娜特·戈德斯坦                 | 富士電視台版                       |
| 1988     | 半夜鬼上床4：幽冥鬼手     | Alice Johnson                  | Lisa Wilcox                     | 東京電視台版                       |
| 1988     | 密西西比在燃燒            | －                             | －                              | 影碟版本                           |
| 1988     | 聖誕快樂又瘋狂            | －                             | －                              | 朝日電視台版                       |
| 1989     | 神探可倫坡                | 第8季：Cindy第9季：Francis     | －                              | 日本電視台版                       |
| 1989     | 瘋狂之人                  | 科萊特                         | 米歇爾·喬丹                     | 東京電視台版／DVD收錄              |
| 1989     | 烈火傷痕                  | Anne Scholes                   | 維吉妮婭·馬德森                 | 東京電視台版                       |
| 1989     | 警察學校5：邁阿密之旅     | 凱特                           | 珍妮特·瓊斯                     | TBS版                              |
| 1989     | 致命武器2                 | 瑞安·墨斐瑞卡·凡·登·哈斯       | 崔西·沃爾夫派西·肯塞特          | TBS版朝日電視台版                  |
| 1989     | 十三號星期五8             | Eva Watanabe                   | 胡凱莉                          | 影碟版本                           |
| 1989     | 溫馨家族                  | Susan                          | Harley Jane Kozak               | 東京電視台版                       |
| 1989     | 半夜鬼上床5：猛鬼怪胎     | Alice Johnson                  | Lisa Wilcox                     | 東京電視台版                       |
| 1989     | 夜生活                    | Roberta Woods                  | Darcy DeMoss                    | （待確認）                         |
| 1990     | 大白鯊4：驚海尋仇         | －                             | －                              | 朝日電視台版                       |
| 1990     | 霹靂藍天使                | Tracy                          | Elizabeth Peña                  | 影碟版本                           |
| 1990     | 救護車                    | 室友                           | －                              | 東京電視台版／BD&DVD收錄           |
| 1990     | 飛離航道                  | －                             | －                              | 日本電視台版                       |
| 1990     | 貴客光臨                  | Crystal Ryback                 | Melanie Mayron                  | DVD版本                            |
| 1990     | 三角突擊隊2               | Rita Chavez                    | Ruth De Sosa                    | 影碟版本                           |
| 1990     | 魔鬼警長地域鎮            | Kathleen Flannery              | Robin Wright                    | 東京電視台版                       |
| 1990     | 閃電俠 (1990年電視影集)   | Paloma AguilarStacey           | Karla Montana－                 | 日本電視台版                       |
| 1990     | Kaleidoscope              | Solange Bertrand               | －                              | 東京電視台版                       |
| 1990     | 說不完的故事2             | －                             | －                              | 影碟版本                           |
| 1990     | 教父3                     | Mary Corleone                  | Sofia Coppola                   | 影碟版本                           |
| 1990     | 無語問蒼天                | 葆拉                           | 佩內洛普·安·米勒                | 影碟版本                           |
| 1990     | 黑幫地獄                  | 唐娜·格雷                      | 克莉絲朵·卡森                   | 東京電視台版                       |
| 1991     | 沉默的羔羊                | －                             | －                              | VHS版本                            |
| 1991     | 萬惡城市                  | 賽琳娜                         | 邁克爾·米歇爾                   | 影碟版本                           |
| 1991     | The Great Pretender       | 凱特·海托華                    | 潔西卡·史汀                     | VHS版本                            |
| 1991     | 來自明天的女孩            | 珍妮                           | 梅麗莎·馬歇爾                   | VHS版本                            |
| 1991     | 龍哥你好嘢                | 特雷莎                         | 伊莉莎白·巴隆德斯               | VHS&DVD版本                        |
| 1991     | 神氣活現2                 | 潔西                           | 克里斯蒂·斯旺森                 | 朝日電視台版                       |
| 1991     | 浴火赤子情                | 珍妮佛·維特庫斯                | 珍妮佛·傑森·李                  | 影碟版本                           |
| 1991     | 男大當婚                  | 比利·馬爾登                    | 麥考利·克金                     | VHS版本                            |
| 1991     | 城市滑頭                  | Bonnie Rayburn                 | Helen Slater                    | 影碟版本                           |
| 1991     | 愛別人出聲                | 南西                           | －                              | VHS&DVD版本                        |
| 1991     | 他酷得像冰                | －                             | －                              | VHS版本                            |
| 1991     | 屠夫的靈媒嬌妻            | 瑪麗娜·萊姆克                  | 黛米·摩爾                       | VHS&DVD版本                        |
| 1991     | 激爆1992                  | 莉婭                           | Valeria Golino                  | VHS版本                            |
| 1991     | 鐵鉤船長                  | －                             | －                              | 富士電視台版                       |
| 1991     | Pyrates                   | 山姆                           | 姬娜·薛域                       | VHS版本                            |
| 1992     | 愛在戰火蔓延時            | 瑪格麗特·馮·埃伯斯坦           | 裘莉·李察遜                     | 影碟版本                           |
| 1992     | 蝙蝠俠大顯神威            | －                             | －                              | 朝日電視台版                       |
| 1992     | 杏林戰場                  | 羅賓·梵·多恩                   | 莉亞·湯普遜                     | 影碟版本                           |
| 1992     | IP5                       | 格洛麗亞                       | 潔哈汀·佩拉絲                   | 影碟版本                           |
| 1992     | 菜鳥大反攻3               | 貝蒂·蔡爾兹·斯科尼克           | 茱莉亞·蒙哥馬利                 | VHS版本                            |
| 1992     | 捉神弄鬼                  | 安娜·瓊斯                      | 米歇爾·約翰遜                   | 日本電視台版                       |
| 1992     | 校園風雲                  | 莎莉·惠勒                      | 艾咪·洛肯                       | 影碟版本                           |
| 1992     | 警戒圍欄                  | Maxine Stewart                 | Lauren Holly                    | 影碟版本                           |
| 1992     | 女人香                    | Karen Rossi                    | Sally Murphy                    | 影碟版本                           |
| 1992     | 時間之砂                  | Lucia                          | －                              | VHS版本                            |
| 1993     | 奇蹟                      | Deirdre Murphy                 | Kathleen Wilhoite               | VHS版本                            |
| 1993     | 銀色獵物                  | 維達·沃倫                      | 波莉·沃克                       | 影碟版本                           |
| 1993     | 美國製造                  | Paula                          | Charlene Fernetz                | DVD版本                            |
| 1993     | 方世玉續集                | 雷婷婷                         | 李嘉欣                          | 影碟版本                           |
| 1993     | 追夢赤子心                | 瑪莉                           | 葛蕾塔·林德                     | －                                 |
| 1993     | 豪情三劍客                | Queen Anne                     | Gabrielle Anwar                 | 影碟版本                           |
| 1994     | 歇洛克·福爾摩斯 (第4季)   | Paris Jefferson                | －                              | NHK版                              |
| 1994     | 龍族戰神                  | Shelly Webster                 | Sofia Shinas                    | 影碟版本                           |
| 1994     | 摩登原始人                | Sharon Stone                   | Halle Berry                     | 影碟版本                           |
| 1994     | 捍衛戰警                  | Annie Porter                   | Sandra Bullock                  | 機內上映版                         |
| 1994     | 愛在紐約                  | Yvonne Biasi                   | Bridget Fonda                   | VHS&DVD版本                        |
| 1994     | 警察學校7：進軍莫斯科     | Katrina                        | Claire Forlani                  | 影碟版本                           |
| 1994     | 穆麗爾的婚禮              | Muriel Heslop                  | Toni Collette                   | VHS版本                            |
| 1995     | 外星界限                  | Hannah Valesic                 | Alyssa Milano                   | WOWOW版                            |
| 1995     | 月球特遣隊                | Thora                          | Walker Brandt                   | VHS版本                            |
| 1995     | 三國演義                  | 小喬                           | －                              | NHK-BS2版                          |
| 1995     | 超人力霸王帕瓦德          | 新機器人社幹部Jesse            | －                              | TBS版                              |
| 1995     | 超速快感                  | Kate McQuean                   | Cindy Crawford                  | 朝日電視台版                       |
| 1995     | 理性與感性                | Lucy Steele                    | Imogen Stubbs                   | DVD版本                            |
| 1995     | 魔鬼悍將                  | －                             | －                              | －                                 |
| 1996     | 人工記憶                  | Martha Briggs                  | Linda Fiorentino                | DVD版本                            |
| 1996     | 納什大橋                  | Michelle Chan                  | 胡凱莉                          | 東京電視台版                       |
| 1996     | 簡·愛 (1996年電影)        | Jane Eyre少女時期的Jane Eyre   | Charlotte GainsbourgAnna Paquin | VHS&DVD版本                        |
| 1996     | 絕地任務                  | Carla Pestalozzi               | Vanessa Marcil                  | 影碟版本                           |
| 1996     | 恐怖幽靈                  | Lucy Lynskey                   | Trini Alvarado                  | －                                 |
| 1996     | 星戰毀滅者                | Nathalie Lake                  | 莎拉·潔西卡·帕克                | 東京電視台版                       |
| 1997     | 魔戀                      | Morgane                        | 凡妮莎·帕拉迪絲                 | DVD版本                            |
| 1998     | 絕命追殺令之就地正法      | Marie Bineaux                  | Irène Jacob                     | 東京電視台版                       |
| 1998     | 你行我素                  | 席琳·納維爾                    | 卡麥蓉·狄亞茲                   | 朝日電視台版                       |
| 1998     | 天生一對                  | Meredith Blake                 | Elaine Hendrix                  | VHS版本                            |
| 1998     | 迎頭痛擊                  | Karen Lee                      | Lela Rochon                     | 東京電視台版                       |
| 1998     | 玻璃之城                  | 韻文                           | 舒淇                            | DVD版本                            |
| 1998     | Cascadeur                 | Christine                      | －                              | VHS版本                            |
| 1998     | 奪寶密戰                  | Caterina Carrara               | 基娅拉·卡塞利                   | DVD版本                            |
| 1999     | 史前巨鱷                  | Kelly Scott                    | Bridget Fonda                   | BD&DVD版本                         |
| 1999     | 水深火熱                  | Janice Higgins                 | Jacqueline McKenzie             | 影碟版本                           |
| 1999     | 太空異種                  | Jillian Armacost               | Charlize Theron                 | 朝日電視台版                       |
| 1999     | 紐約大地震                | Diane Agostini                 | Jennifer Garner                 | 富士電視台版                       |
| 2000     | 重返榮耀                  | Adele Invergordon              | Charlize Theron                 | DVD版本                            |
| 2001     | 同居蜜友                  | Mindy                          | 周麗淇                          | DVD版本                            |
| 2001     | 玩命關頭                  | 蜜雅·泰瑞托                    | 喬丹娜·布鲁斯特                 | 朝日電視台版                       |
| 2001     | 熵                        | 史黛拉                         | 朱迪思·戈德雷奇                 | DVD版本                            |
| 2002     | 小姐好辣                  | 潔西卡·斯賓塞／克里夫·馬克斯通 | 瑞秋·麥亞當斯                   | DVD版本                            |
| 2003     | 行騙天下                  | 莉莉                           | 瑞秋·懷茲                       | DVD版本                            |
| 2003     | 森林泰山2                 | 耳舒拉·斯坦霍普                | 朱莉·本茨                       | DVD版本                            |
| 2004     | 流行教母                  | 海倫·哈里斯                    | 凱特·哈德森                     | DVD版本                            |
| 2006     | 大偵探波洛 (第10季)       | 凱瑟琳                         | －                              | NHK版                              |
| 2006     | 鐵證懸案 (第4季)          | Caterina                       | －                              | WOWOW版                            |
| 2006     | 非法入侵                  | Liv                            | Robin Wright                    | DVD版本                            |
| 2007     | 火線警告                  | Carla                          | Tricia Helfer                   | 日本電視台版                       |
| 2007     | 宅男行不行                | Alicia                         | －                              | Super！drama TV頻道                |
| 2008     | 遇見比爾                  | Jess                           | Elizabeth Banks                 | DVD版                              |
| 2008     | 心計                      | Fringe Harper                  | －                              | Super！drama TV頻道                |
| 2009     | 左右不逢源                | Frankie Heck                   | Patricia Heaton                 | Dlife頻道                          |
| 2009     | 三個傻瓜                  | Pia Sahastrabuddhe             | Kareena Kapoor                  | BS JAPAN版                         |
| 2009     | 兵聖                      | 高紫蘇                         | 胡靜                            | BS日本版                           |
| 2010     | 妙女神探                  | Maura Isles                    | Sasha Alexander                 | WOWOW版                            |
| 2010     | 追蹤                      | Faith Maples                   | Jennifer Morrison               | AXN頻道                            |
| 2010     | 鐵絲網下的花束            | Cassie Manson                  | Hermione Norris                 | WOWOW版                            |
| 2011     | 相助                      | Celia Rae Foote                | Jessica Chastain                | BD&DVD版本                         |
| 2012     | 特務愛很大                | Lynn Dombrowsky                | Alison Eastwood                 | DVD版本                            |
| 2012     | 真愛上錯身                | 李靜慧                         | 尹海英                          | TBS版                              |
| 2012     | 綠箭俠                    | 嘉麗·卡特／丘比特              | 艾咪·古美尼克                   | AXN頻道                            |
| 2012     | 小鬼當家5                 | 凱瑟琳·巴克斯特                | 艾莉·哈維                       | STAR CHANNEL頻道                   |
| 2013     | 某個世界                  | Dani                           | Michaela Watkins                | DVD版                              |
| 2013     | 炫富幫                    | Laurie Moore                   | Leslie Mann                     | DVD版                              |
| 2013     | 蛇蠍女傭                  | Carmen Luna                    | Roselyn Sánchez                 | DVD版本                            |
| 2013     | 疑犯追蹤 (第3季)          | －                             | －                              | AXN頻道                            |
| 2014     | 百年的新娘                | 馬在蘭                         | 申恩廷                          | DVD版本                            |
| 2015     | 當辣妹來敲門              | Karen Alvarado                 | Ignacia Allamand                | BD&DVD版本                         |
| 2015     | 天將雄師                  | 秀清                           | 王若心                          | BD&DVD版本                         |
| 2016     | 名模大間諜2               | 瓦倫汀娜·瓦倫西亞              | 佩內洛普·克魯兹                 | BD&DVD版本                         |
| 2017     | 你是我一切的一切          | 寶琳·惠蒂爾                    | 阿妮卡·諾尼·羅斯                | BD&DVD版本                         |
| 2017     | 玉子                      | 露西·米蘭多                    | 蒂達·史雲頓                     | Netflix頻道                        |
| 2018     | 西遊記·女兒國             | 女兒國國師                     | 梁詠琪                          | DVD版本                            |

- 倩女幽魂II：人間道（傅青風〈王祖賢〉）※東京電視台版。
- 倩女幽魂III：道道道（OCAT）
- 千年女妖（容玉意〈王祖賢〉）
- 拇指系列
  - 拇指版女巫布萊爾（英语：Blair Thumb）
  - 拇指版星際大戰（英语：Thumb Wars）（Princess Bunhead〈Andrea Fears〉）
  - 拇指版蝙蝠俠（英语：Thumbs!）（Vicky Nail）
  - 拇指版泰坦尼克號（英语：Thumbtanic）（Geranium）

#### 動畫
- 佩尼特環遊世界的愛（英语：Around the World with Peynet's Lovers）（Valentina）
- 蝙蝠俠：動畫系列（Summer Gleeson〈Mari Devon〉、小時候的布魯斯·韋恩）
- 蝙蝠俠：高譚騎士（Cassandra〈Parminder Nagra〉）
- 救難小福星（Baby Booby）※東京電視台版、（Damsel、Harriet）※新配音版。
- 唐吉訶德（Zoraida）
- 大力士（英语：Hercules (1998 TV series)）（寧芙）
- 金猴降妖（使者）
- 皮巴弟先生與薛曼的時光冒險（比蒂·彼得森〈萊斯利·曼恩〉）
- 彩虹小馬：友情就是魔法（塞拉斯蒂婭公主〈妮可·奧利佛〉[206]）
  - 彩虹小馬：魔法公主（塞拉斯蒂婭公主、塞拉斯蒂婭校長）
  - 彩虹小馬：坎特拉女2，彩虹搖滾（塞拉斯蒂婭校長）
  - 彩虹小馬：坎特拉女孩3，友誼競賽（塞拉斯蒂婭校長）
  - 彩虹小馬：坎特拉女孩4，永恆自由傳奇（塞拉斯蒂婭校長）
- 救難小英雄澳洲歷險記（Cody的母親）
- 機器人歷險記（Rydia）
- Rwby（旁白[207]、Salem）
- 辛普森一家（Colette）
- 螺旋地帶（英语：Spiral Zone）（卡特琳娜·阿納斯塔西婭、頂尖）
- 變形金剛：隨時變形狀（英语：Transformers: Robots in Disguise (2015 TV series)）（Zizza）
- 變形金剛：賽博坦大戰三部曲 第1章：圍城（英语：Transformers: War for Cybertron Trilogy）（艾麗塔1號[208]）
- 怪車大賽 (2017年版)（英语：Wacky Races）[注 32]（Penelope Pitstop）
- X戰警 (1994年東京電視台版)（卡莉）

### 特攝影集
2010年代
- 海賊戰隊豪快者（2011年，開發技官·陰桑的聲音）
- 豪快者 護星者 超級戰隊199英雄大決戰（2011年，開發技官·陰桑的聲音）
- 海賊戰隊豪快者 THE MOVIE 飛天幽靈船（2011年，開發技官·陰桑的聲音）
- 海賊戰隊豪快者 VS 宇宙刑事卡邦 THE MOVIE（2012年，開發技官·陰桑的聲音）
- 海賊戰隊豪快者金金地！極華麗地上吧！36段豪快變身!!（日语：海賊戦隊ゴーカイジャー キンキンに!ド派手に行くぜ!36段ゴーカイチェンジ!!）（2012年，開發技官·陰桑的聲音）

2020年代
- 王樣戰隊帝王者（2023年，尼菲拉的聲音）

### 舞台
- 朗讀劇 （2000年）
- 櫻花大戰相關（露比莉亞·卡里尼）
  - 櫻花大戰歌謠Show ～巴黎花組特別迷你Live Show～（2001年8月13日，東京厚生年金會館）
  - 櫻花大戰晚宴Show 巴黎的聖誕節（2001年－2004年）
  - 櫻花大戰武道館Live 帝都·巴黎·紐約（2007年5月13日，日本武道館）
  - 櫻花大戰巴里花組Live 2009 ～燃燒吧自由的翅膀～（2009年12月26日－27日，青山劇場）
  - 櫻花大戰巴里花組&紐約星組Live 2010 （2010年12月10日－12日，青山劇場）
  - 櫻花大戰武道館Live 2 ～帝都、巴黎、紐約～（2011年10月7日，日本武道館）
  - 櫻花大戰巴黎花組Live 2012 ～Revue mon PARIS～（2012年12月26日－29日，青山劇場）
  - 偉大的航道 田中公平動漫交響音樂會（2013年6月16日，台灣台北國家音樂廳）
  - 櫻花大戰巴黎花組秀2014 ～Ce qui sera,sera PARIS～（2014年2月13日－16日，銀河劇場）
- 朗讀劇 電車男（2005年，愛瑪仕）
- 朗讀劇 奇諾之旅（2006年）
- 聲優口演 （2006年）

### 廣播節目
※記號表示網路廣播。

#### AM廣播
- 井上喜久子的Twilight Syndrome（日语：井上喜久子のトワイライトシンドローム）（1995年4月－10月，文化放送）
- 井上喜久子的瑠璃色水族箱（日语：井上喜久子の瑠璃色アクアリウム）（1995年10月－1996年3月，文化放送）
- 喜久子Sonata（1998年10月－1999年3月，文化放送）
- Hexamoon Guardians（日语：ヘキサムーン・ガーディアンズ） 喜久子麻里安之月亮大人的願望（1999年4月－2000年3月，文化放送）
- It's on！（2001年10月－2003年3月，AM KOBE（日语：ラジオ関西））
- 拜託了☆老師 ～瑞穗老師的蜂蜜課業～（日语：おねがいティーチャー・みずほ先生のはちみつ新学期）（2002年1月－10月，文化放送、大阪放送）
  - 拜託了☆老師 蜂蜜課業♥補·修（2002年10月－2003年3月，文化放送、大阪放送）
  - 拜託了☆老師 蜂蜜新學期（2003年4月－6月，TBS廣播、大阪放送）
- 拜託了☆雙子星 瑞穗老師與蜂蜜雙胞胎（日语：おねがいツインズ・みずほ先生とはちみつツインズ）（2003年7月－2004年3月，TBS廣播、信越放送、大阪放送）
- 井上喜久子的Carmel Town（日语：井上喜久子のキャラメルタウン）（2002年10月－2005年3月，文化放送）
- （2005年4月－2006年3月，文化放送）
- 井上喜久子的怎麼辦!? 17歳（2006年10月28日，文化放送）

#### FM廣播
- Tokoton歌聲聲優合輯（日语：とことん○○ト）（2011年8月16日－27日，NHK-FM）
- （2012年12月24日，NHK-FM）

#### BS數位廣播
- 井上喜久子御魚電台（日语：井上喜久子のキャラメルタウン）（2000年11月－2002年3月，BSQR489（日语：BSQR489））
  - 井上喜久子的椎茸廣播（2002年4月－2003年3月，BSQR489）
  - 井上喜久子的Carmel Town（2003年3月－2006年3月，BSQR489）

#### 網路廣播
- 拜託了Award·瑞穗老師的個人課堂～（日语：おねがいアワー・みずほ先生の個人授業）（2004年5月－2005年3月，BEAT☆Net Radio！（日语：BEAT☆Net Radio!））※
- 我的姊姊是魔法少女？（2005年6月－10月，TE-A room（日语：Showgate RADIO））※
- 渚與早苗的你的Hyper Rainbow（日语：渚と早苗のおまえにレインボー）（2007年10月－2008年10月，音泉、animateTV（日语：アニメイトタイムズ））※
  - 渚與早苗與秋生的你的Hyper Rainbow（日语：渚と早苗のおまえにレインボー#ハイパーレインボー）（2008年10月－2009年4月、音泉、animate TV）※
- 井上喜久子 魅惑的談話甜瓜（日语：井上喜久子 魅惑のおしゃべりメロン）（2008年3月－2012年12月，Chara Radio（日语：キャララジオ）、HiBiKi Radio Station（日语：HiBiKi Radio Station））※
- 井上喜久子的午後廣播（日语：月刊アフタヌーン#Webラジオ）（2010年，Afternoon KC祭公式官網、Niconico動畫）※
- 日髙桑與井上桑♡夏季大感謝祭（日语：It's a Voiceful World〜ラジオショーへようこそ!〜#前身番組「日高さんと井上さん夏の大感謝祭」）（2010年7月，超！A&G+）※
- It's a Voiceful World ～歡迎來到廣播Show！～（日语：It's a Voiceful World〜ラジオショーへようこそ!〜）（2010年10月10日－2014年10月5日，超！A&G+）※
- 井上喜久子的幸運女神RADIO（2010年11月25日－2011年2月25日，講談社公式官網、Niconico動畫）※
- 隨音逐流！謎惑RADIO☆（日语：謎惑館 〜音の間に間に〜）（2011年5月－6月，『謎惑館 ～隨音逐流～』公式官網）※
- （第5回）
- 純喫茶 AnemoneR（2016年4月17日－，文化放送Podcast（日语：Podcast QR））※

### 對談CD
- 井上喜久子的曼波放送局
- 井上喜久子的瑠璃色水族箱 ～曼波放送局2～
- 井上喜久子的瑠璃色水族箱 特別篇 ～曼波放送局3～
- 井上喜久子的瑠璃色水族箱 Selection
- 井上喜久子的月刊和大姊姊一起（（創刊準備號：非賣品、單曲）1月號－12月號（專輯））
- 井上喜久子的月刊和大姊姊一起增刊號 Classic（同系列使用樂曲原聲收錄原聲、初回限定特典 井上喜久子朗讀單曲CD 小劇場「我叫」附錄）
- 井上喜久子的月刊和大姊姊一起增刊號 Classic II（同系列使用樂曲原聲收錄原聲第2彈）
- 井上喜久子的月刊和大姊姊一起增刊號 官網首頁CD（CD EXTRA，CD共2張）
- 井上喜久子的新和大姊姊一起（冬季號、春季號、夏季號、秋季號）
- 井上喜久子的Anekan RADIO（Vol.1－3（anicanR（日语：アニカン）附錄）Vol.4（anicanR 002附錄））
- Chara Radio精選集.1（CD EXTRA、CD-DA形式收錄，內容為井上主持的廣播節目「井上喜久子 魅惑的談話甜瓜」第3回部分新錄製再編輯內容）
  - Chara Radio精選集談話甜瓜（DVD-ROM，以MP3格式收錄了井上主持的廣播節目「井上喜久子 魅惑的談話甜瓜」內配信版第54回與新錄的未配信第101回錄音內容）
- 若本療癒Bar（日语：癒されBar若本） the CD vol.01（2枚組錄製DATE CD，以MP3格式收錄了井上先前上聲優若本規夫主持的廣播節目（擔任第7回、第8回嘉賓）的錄音內容）

### 廣播劇CD
- 幸運女神 （蓓兒丹娣）
- 阿佐谷Zippy（日语：阿佐ヶ谷Zippy）（戒狷）
- 妳的Birthday（蓓兒丹娣）
- ARIA Drama CD（日语：ARIA Drama CD） I－II（艾莉西亞·佛羅倫斯、姬·S·葛蘭基斯塔）
  - AQUA Drama CD I
- 阿麗安蘿德傳說（日语：アリアンロッド・サガ）Fanbook Fellowship of Stone ～龍輝石的夥伴們～ 廣播劇CD
- CD劇場 勇者鬥惡龍V（日语：CDシアター ドラゴンクエスト）（芙蘿拉）
- E夢、見！（芽美&聖良：怪盜Saint Tail）
- Weiß kreuz系列（巴蔓）
  - Weiß kreuz Dramatic Image Album
  - Weiß kreuz Dramatic Precious 1st stage
  - Weiß kreuz Dramatic Precious 2nd stage
  - Weiß kreuz Dramatic Precious 3rd stage
- 惡魔在身邊（齋藤時子）
- DJCD『海貓悲鳴時』Episode R -Radio of the golden witch-（日语：『うみねこのなく頃に』Episode R -Radio of the golden witch-） 第1卷（特別新錄製章節）
- 空之境界 廣播劇CD（蒼崎橙子）
- 銀河美少女 Hearts EXTRA EPISODE（蓼科音）
- Girl Friends（Angels：電腦戰隊VOOGIE'S★ANGEL（日语：電脳戦隊ヴギィ'ズ★エンジェル））
- Gimme Love（Angels：電腦戰隊VOOGIE'S★ANGEL）
- 廣播劇CD CLANNAD（古河早苗）
  - 廣播劇CD CLANNAD 在被光守護的坡道上（古河早苗）
- CLANNAD 廣播CD（各卷2枚組，第2枚收錄了MP3格式的全13回線上廣播，Tablier Communications（日语：タブリエ・コミュニケーションズ）／Pony Canyon）
  - 渚與早苗的你的Hyper Rainbow（日语：渚と早苗のおまえにレインボー） Vol.1－Vol.4
  - 渚與早苗與秋生的你的Hyper Rainbow（日语：渚と早苗のおまえにレインボー#ハイパーレインボー） Vol.1－Vol.2
- 渚與早苗與秋生的你的Hyper Rainbow 特別附錄CD（Tablier Communications。僅在Geestore與活動的限定販售商品『CLANNAD 』附錄）
- 秋櫻之空（楠璃奈）
- 〝″原聲廣播劇CD（飾演疑似廣播節目的主持人井上喜久子：SFC遊戲〝白″販促用非賣品，Pony Canyon）
- 真·女神轉生 惡魔之子 角色檔案3（冷冰：真·女神轉生 惡魔之子）
- 兵蜂PARADISE（梅洛拉公主、占卜師）
- DJ＋CD 「隨時召喚！召喚夜響曲4」 Vol.1（（瑪莉裘）
- D→A:BLACK（日语：D→A:BLACK） Dream Collection Vol.5（和泉惠都）
- 東京偵探公主 殘光劍士·沖田總司（小野澤菊枝）
- 襲來！美少女邪神GX Fatal Attraction（八坂賴子）
- FALCOM SPECIAL BOX（日语：ファルコムスペシャルBOX） '96 [DISC2] CD廣播劇 撼天神塔外傳（朵拉）
- FALCOM SPECIAL BOX '97 [DISC1] CD廣播劇 英雄傳說III VS Brandish+VT（朵拉）
- 暮蟬悲鳴時（園崎茜）
- 凡爾賽玫瑰 --（瑪麗·安托瓦內特）
- Princess of Darkness 廣播劇CD（黑原牧／Princess of Darkness）
- 魔法使的新娘（智世的母親[209]）[注 33]
- 潛龍諜影3 食蛇者（頭目（日语：ザ・ボス））
- 潛龍諜影4 愛國者之槍（姍妮）
- 幸運☆星 廣播劇CD（柊美紀）
- Lamento -BEYOND THE VOID- DRAMA CD Vol.2（卡雅）
- 浪漫俱樂部（日语：浪漫倶楽部）（源氏雛子）
- 流星皇子TOMMY
- （峰菱遼子、子老師）
- 超人怪女子（梅菲拉斯星人）
- 廢棄公主（拉蔻兒·卡蘇魯）
- 快打旋風II外傳 ～倩咪的戰鬥序曲～（伊莎貝爾）
- 廣播劇專輯（日语：超鋼戦紀キカイオー）（巽沙織）
- 女神雜誌應募者全員服務『女武神驅動 -美人魚-』原聲廣播劇CD（風巳鳥乃）
- （螢的母親[210]）
- 小書痴的下剋上：為了成為圖書管理員不擇手段！
  - 廣播劇CD6（艾薇拉、艾格蘭緹娜[211]）
  - 廣播劇CD10（艾薇拉、艾格蘭緹娜[212]）

### 旁白
日本電視網
- 日本電視台
  - 第36屆日本電影金像獎頒獎典禮（2013年3月8日）

- 中京電視台

TBS
- 島田檢定!! 國民的潛在能力測試（日语：島田検定!! 国民的潜在能力テスト）
- ★愛與誠★（日语：★愛と誠★）
- UN街（日语：UN街）

朝日電視台
- 日本救私！大改革!! 法案！（2006年1月28日）

東京電視台
- 不要緊嗎!? 我家的財産（日语：大丈夫!?我が家の財産）

其它電視台、網路平台
- STAR CHANNEL（日语：スター・チャンネル）節目案內（STAR CHANNEL（日语：スター・チャンネル））
- （NHK）
- AbemaPrime（日语：AbemaPrime） 負責週五（2016年－，AbemaTV）
- 傳聞的客人（日语：ウワサのお客さま）（2020年1月－，富士電台）

### 綜藝節目
- 電視冠軍 秋葉王選手權（2005年9月15日播出，東京電視台）－與同行久川綾陪同出演。
- 校園瘋神榜MAX（日语：学校へ行こう!MAX） 秋之大豐收祭!! 日本學生夢想 完全應援特輯（2005年9月20日播出，TBS）
- 櫻井孝宏的（笑）（2007年4月29日播出，AT-X）
- The☆Net-Star（日语：ザ☆ネットスター!）（2009年11月6日播出，NHK-BS2）
- 節目宣傳部長（日语：番宣部長）（AT-X）－Filler節目，2009年12月度MC
- 聲優PARADISE SAY！YOU！SAY！ME！（日语：声優バラエティー SAY!YOU!SAY!ME!）（愛知電視台，2011年5月、7月份讀者）
- 爆笑問題的日本教養（日语：爆笑問題のニッポンの教養） 搞笑諾貝爾獎特輯（2011年9月22日播出，NHK綜合）
- 與聲優夜遊（2018年10月15日播出，節目嘉賓，AbemaTV）

### 其它
- （動畫創作團體製作的Flash影片，聲演妙子 等）
- 魔法氣泡 腦～天SPECIAL（哈比）
- 有樂町Anime Town（日语：有楽町アニメタウン）（日本放送，2006年9月3日嘉賓）
- CR輝耀姬物語！（Sansei R&D（日语：サンセイアールアンドディ）柏青哥機·輝耀姬 夢月）
- CR忍術決戰月影（Sansei R&D柏青哥機 夢月）
- CR超絕合體SRD（Sansei R&D柏青哥機·艾咪）
- 第2回「KINGRUN Anisong動畫歌曲紅白2010 supported by SKY Per！」（日语：キングラン アニソン紅白#第2回「キングラン アニソン紅白2010 supported by スカパー!」）（2010年12月31日，SKY Per！（日语：スカパー!プレミアムサービス）SukaChan HD（日语：スカチャン），以聲優組合“（與岩男潤子組成）”名義在節目現場進行演唱）
- 惡魔倖存者2 宣傳影片（旁白、登場角色第谷的聲音）[213]
- 『TIARA！（日语：ティアラ! (雑誌)）』 附錄廣播劇CD 緹亞拉名作劇場「愛麗絲夢遊仙境」（說故事姐姐）
- 溫泉女孩（潤目亞莉亞）
- 女友伴身邊 ～聖櫻學園回憶～（天都彼方）
- 天才兒童YOU（とれじゃーの）
- VOCALOID 5／VOICEROID2 櫻乃空（櫻乃空的聲音提供）[214]
- 在生化村裡一起玩（迪米特姐姐）

## 音樂作品

### 單曲
| 枚數 | 發行日期       | 單曲名稱（日文名稱） | 規格編號   | 最高排名 |
| ---- | -------------- | -------------------- | ---------- | -------- |
| 1st  | 1994年6月17日  | 歡迎回家（）         | PCDG-00062 | 第54名   |
| 2nd  | 1998年11月18日 | 。                   | PCDG-00102 |          |

### 專輯
| 枚數 | 發行日期       | 專輯名稱（日文名稱）            | 規格編號   | 最高排名 |
| ---- | -------------- | ------------------------------- | ---------- | -------- |
| 1st  | 1994年2月2日   | 優美 elegant fish               | PCCG-00249 | 第28名   |
| 2nd  | 1994年9月7日   | 我回來了（ただいま）                    | PCCG-00270 | 第31名   |
| 3rd  | 1994年9月21日  | merry fish ～sound&photo book～ | PCCG-00271 | 第54名   |
| 4th  | 1995年10月20日 | 不思議 ～2～                    | PCCG-00346 | 第42名   |
| 5th  | 1996年7月3日   | Perfect Solo Collection         | PCCG-00355 | 第42名   |
| 6th  | 1998年9月2日   | ～～                            | PCCG-00462 | 第83名   |
| 7th  | 1999年3月17日  |                                 |            |          |
| 8th  | 1999年8月18日  | 僕                              |            |          |
| 9th  | 2000年6月21日  |                                 | PCCG-00541 | 第99名   |
| 10th | 2002年10月17日 |                                 |            |          |
| 11st | 2003年12月17日 |                                 | PCCG-00629 | 第219名  |
| 12nd | 2010年2月17日  | 井上喜久子 最佳精選（井上喜久子 ベスト·コレクション）         | PCCS-00089 |          |

### 角色歌曲
| 發行日期 | 標題                                     | 名義                                              | 曲名         | 備註                                     |
| 1997年   | 1997年                                   | 1997年                                            | 1997年       | 1997年                                   |
| -------- | ---------------------------------------- | ------------------------------------------------- | ------------ | ---------------------------------------- |
| 3月21日  | 超時空要塞 數位任務 VF-X 原聲音樂        | MILKY DOLLS                                       | 「Only You」 | 遊戲《超時空要塞 數位任務 VF-X》相關歌曲 |
| 2002年   |                                          |                                                   |              |                                          |
| 10月23日 | Chobits 繪本CD「沒有人的小鎮」           | 日比谷千歳（井上喜久子）                          | 「真珠」     | 電視動畫《Chobits》形象歌曲              |
| 2007年   |                                          |                                                   |              |                                          |
| 9月27日  | CLAYMORE INTIMATE PERSONA ～角色歌曲集～ | 米莉雅（井上喜久子）                              | 「幻影」     | 電視動畫《CLAYMORE》相關歌曲             |
| 2015年   |                                          |                                                   |              |                                          |
| 12月30日 | 魔法少女OverAge 世代三合會               | 酒井子（井上喜久子）                              | 「」         | 輕小說《魔法少女OverAge》相關歌曲        |
| 2016年   |                                          |                                                   |              |                                          |
| 11月23日 | Musica Magica                            | 天災·瑪麗（井上喜久子）、魔法賽璐珞44（新井里美） | 「」         | 電視動畫《魔法少女育成計劃》相關歌曲     |

### 聲優、音樂組合
- 亂馬的歌劇團御一行樣（日语：乱馬的歌劇団御一行様）
  - 倫巴達☆RANMA（單曲）（1990年4月21日發行，Pony Canyon）
- DoCo（日语：DoCo）（井上喜久子、林原惠、日高範子、佐久間玲、高山南）
  - 滿滿的回憶（單曲）（1991年1月21日發行，Pony Canyon）
  - 亂馬的企劃音盤III 亂馬½ DoCo First（專輯）（1991年7月21日發行，Pony Canyon）
  - 亂馬½ DoCo☆Second（專輯）（1994年12月16日發行，Pony Canyon）
- 御魚企鵝（日语：おさかなペンギン）（井上喜久子&岩男潤子）
  - （單曲）（1995年7月5日發行，Pony Canyon）
    - 《》（副編Brothers）的B面歌曲，後作為「」初回版CD封面。

  - CD（1995年7月21日發行，Pony Canyon）
    - 初回特典「Picture CD」。
- （井上喜久子、山本麻里安）
  - Lu·puty·La·puty（單曲）（1999年發行，First Smile Entertainment／Pony Canyon）
  - （1999年9月1日發行，First Smile Entertainment／Pony Canyon）
- （井上喜久子）
  - Sweet Caramel Town（12cm單曲）（2003年6月15日發行，Underground Liberation Force Record（日语：ウェーブマスター））
  -  角色歌曲專輯（2004年10月22日發行，Underground Liberation Force Record／Geneon Entertainment）
- （井上喜久子、井上健（鷲崎健）、井上奈奈（井之上奈奈））
  - （12cm單曲）（2005年12月22日發行，Wave Master）
- TWO-HAN PRINCESS（井上喜久子、菊地由美（日语：菊地由美））
  - 「生活」、（2007年2月14日發行，KONAMI）
    - 收錄在『HIDECHAN！ Radio. 2.5 TWO-HAN PRINCESS SINGLES + MUSIC & DRAMA CD』（2枚組）。
- Wild Strawberry（日语：ワイルドストロベリー (音楽ユニット)）（井上喜久子、丸田麻里、小笠原純子）
  - 動畫旋律之夜（2008年4月25日發行，Pony Canyon）
  - 動畫旋律之夜II（2011年6月15日發行，Pony Canyon）

### 動畫、漫畫、遊戲作品相關
- 幸運女神 三神（蓓兒丹娣：女神）
- 阿佐谷Zippy（日语：阿佐ヶ谷Zippy）（戒狷）
- 妳的Birthday（蓓兒丹娣：幸運女神）
- ARIA Drama CD（日语：ARIA Drama CD） I－II（艾莉西亞·佛羅倫斯、姬·S·葛蘭基斯塔）
  - AQUA Drama CD I
- 阿麗安蘿德傳說（日语：アリアンロッド・サガ）Fanbook Fellowship of Stone ～龍輝石的夥伴們～ 廣播劇CD（蒂娜·阿維西亞）
- CD劇場 勇者鬥惡龍V（日语：CDシアター ドラゴンクエスト）（芙蘿拉）
- ！（芽美&聖良：怪盜Saint Tail）
- Weiß kreuz系列（巴蔓）
  - Weiß kreuz Dramatic Image Album
  - Weiß kreuz Dramatic Precious 1st stage
  - Weiß kreuz Dramatic Precious 2nd stage
  - Weiß kreuz Dramatic Precious 3rd stage
- 惡魔在身邊（齋藤時子）
- DJCD『海貓悲鳴時』Episode R -Radio of the golden witch-（日语：『うみねこのなく頃に』Episode R -Radio of the golden witch-） 第1卷（特別新錄製章節）
- 空之境界 廣播劇CD（蒼崎橙子）
- 銀河美少女 Hearts EXTRA EPISODE（蓼科音）
- Girl Friends（Angels：電腦戰隊VOOGIE'S★ANGEL（日语：電脳戦隊ヴギィ'ズ★エンジェル））
- Gimme Love（Angels：電腦戰隊VOOGIE'S★ANGEL）
- 廣播劇CD CLANNAD（古河早苗）
  - 廣播劇CD CLANNAD 在被光守護的坡道上（古河早苗）
- CLANNAD 廣播CD（各卷2枚組，第2枚收錄了MP3格式的全13回線上廣播，Tablier Communications（日语：タブリエ・コミュニケーションズ）／Pony Canyon）
  - 渚與早苗的你的Hyper Rainbow（日语：渚と早苗のおまえにレインボー） Vol.1－Vol.4
  - 渚與早苗與秋生的你的Hyper Rainbow（日语：渚と早苗のおまえにレインボー#ハイパーレインボー） Vol.1－Vol.2
- 渚與早苗與秋生的你的Hyper Rainbow 特別附錄CD（Tablier Communications。僅在Geestore與活動的限定販售商品附錄）
- 秋櫻之空（楠璃奈）
- 〝″原聲廣播劇CD（飾演疑似廣播節目的主持人井上喜久子：SFC遊戲〝白″販促用非賣品，Pony Canyon）
- 真·女神轉生 惡魔之子 角色檔案3（冷冰：真·女神轉生 惡魔之子）
- 兵蜂PARADISE（梅洛拉公主、占卜師）
- DJ＋CD 「隨時召喚！召喚夜響曲4」 Vol.1（（瑪莉裘）
- D→A:BLACK（日语：D→A:BLACK） Dream Collection Vol.5（和泉惠都）
- 東京偵探公主 殘光劍士·沖田總司（小野澤菊枝）
- 襲來！美少女邪神GX Fatal Attraction（八賴子）
- FALCOM SPECIAL BOX（日语：ファルコムスペシャルBOX） '96 [DISC2] CD廣播劇 Brandish外傳（朵拉）
- FALCOM SPECIAL BOX '97 [DISC1] CD廣播劇 英雄傳說III VS Brandish+VT（朵拉）
- 暮蟬悲鳴時（園崎茜）
- 凡爾賽玫瑰 -一個難忘的人，奧斯卡-（瑪麗·安托瓦內特）
- Princess of Darkness 廣播劇CD（黑原牧／Princess of Darkness）
- 魔法使的新娘（智世的母親[209]）[注 35]
- 潛龍諜影3 食蛇者（頭目（日语：ザ・ボス））
- 潛龍諜影 和平先驅（齊可）
- 潛龍諜影4 愛國者之槍（姍妮）
- 幸運☆星 廣播劇CD（柊美紀）
- Lamento -BEYOND THE VOID- DRAMA CD Vol.2（卡雅）
- 浪漫俱樂部（日语：浪漫倶楽部）（源氏雛子）
- 流星皇子TOMMY
- 遼子老師的診療室 ～對陷入困境羔羊的愛之鞭～（峰菱遼子、遼子老師）
- 超人怪女子（梅菲拉斯星人）
- 東京放課後召喚師（天照）
- 薑餅人王國（幻彩麵粉餅乾）

### 其它／企劃品等
- Anime Toonz Vol.1 Presents: Kikuko Inoue（2001年4月10日發行，SonyDISCOS／JELLYBEAN RECORDINGS）（海外版）
  - Anime Toonz Vol.1－2（SonyDISCOS・JELLYBEAN RECORDINGS）（海外版）
- 井上喜久子的百人一起（單曲）（非賣品，学研Looker全員Service）
- GACKT PERFECT STORY BOOK「RE:BORN（日语：RE:BORN）」
- 廣播劇CD 解決！ 其1－其3（Underground Liberation Force Record（日语：ウェーブマスター））
- 廣播劇CD ！ 其1、其2（Underground Liberation Force Record／Geneon Entertainment）
- Come across ～DEARS朗讀物語～ Vol.4「日本昔話3」
- Class words GWAVE（日语：GWAVE） SuperFeature's vol.8 初回特典Special Disc 「朗讀 Class words」（2008年3月28日發行，Ima Entertainment）
- 春天聲優祭 聲音大響宴 聲有第一中學校 新任教師的大災難（2009年7月16日發行，JSYCC 日本聲優事業社協議會（日语：日本声優事業社協議会））
- 先生熱心眠CD（水谷響子）（2009年2月18日發行，EDGE RECORDS／Beatniks Inc.）
- Dancing Queen（1998年11月21日，收錄了由井上翻唱的「鄉村路帶我回家」與「愛的告白」）
- 考試會出的！
  - 日本歷史年表（れき）
  - 世界歷史年表 上卷、下卷（れき）
  - 世界偉人物語（れき）
- 富井古典文法 同梱CD（東進Books（日语：東進ハイスクール））
- HONEY BEE（日语：honeybee） 數羊晚安系列 Vol.9 「離」
- Rio Sound Hustle！ -MEGA盛-（麗莎·羅倫斯）
- Rio Sound Hustle！ -Rina盛-（麗莎·羅倫斯）[注 36]
- 子先生診療室 ～迷子羊愛～（峰菱遼子）

### 影像作品
- Another elegant fish MAKING OF 『優美』（VHS）（1994年，Pony Canyon）
- elegant fish（VHS、LD）（1994年3月2日發行，Pony Canyon）
- Anime V全員Service Video 井上喜久子IN 曼波島 ――MAKING OF 『merry fish』――（VHS）（1994年，學研／Pony Canyon）
- merry fish（VHS、LD）（1994年9月21日發行，Pony Canyon）
- 御魚企鵝（日语：おさかなペンギン）TV（VHS、LD）（1995年9月6日發行，Pony Canyon）[注 37]
- true fish（VHS、LD）（1995年10月20日發行，Pony Canyon）
- Oto-Boke LD（『 Perfect Solo Collection』附錄）（1996年7月3日發行，Pony Canyon）
- fishes（DVD）（1998年3月18日發行，Pony Canyon）
- 井上喜久子回來了「和大姊姊一起」VIDEO增刊號（VHS、LD、DVD）（1998年9月18日發行，Pony Canyon）
- 淡水魚 ～來自專輯～（VHS、LD、DVD）（1999年5月19日發行，Pony Canyon）
- DVD·Voice·Animage vol.11 井上喜久子大特集!!（DVD）（2002年1月23日發行，德間日本傳播）
- ！未 DVD（DVD）（2005年2月25日發行，Underground Liberation Force Record（日语：ウェーブマスター）／Geneon Entertainment）
- 井上喜久子 in Wonderland ～探～ Kikuko Inoue in Wonder Land ～Look for agnes～（DVD）（2005年10月25日發行，Media Factory）[注 38]
- 朗讀劇 電車男（DVD）（2006年8月18日發行，Dex Entertainment（日语：デックスエンタテインメント））
- 《THE 聲優Magazine VOICHA！》 Vol.7 特別付錄DVD映像特典 春天聲優祭 ～聲音大響宴～（聲優的話）（2009年3月10日發行，SHINKO MUSIC ENTERTAINMENT（日语：シンコーミュージック・エンタテイメント） ISBN 978-4-401-63284-8）

### 數位內容、線上發佈
- 井上喜久子的聲音搖滾 For Windows（CD-ROM For Win）（TAKI Corporation（日语：オデッサ・エンタテインメント）／Wishbone）
- （CD-ROM For Win & Mac）（2004年12月24日，Spinnaker）
- 17歳（笑）的泡泡球歌曲·不會消失呦♪（iTunes Content）（2007年4月17日起的毎個月17日進行配信，@manbow）
- iJockey 井上喜久子 voice jockey（iTunes Content）（2008年4月4日配信，Pony Canyon）
- 幸福相簿 vol.1 ～花篇～ 井上喜久子電子寫真集（攜帶電話應用程式）（2008年8月配信，角川Mobile）
- 《只有在尷尬時才懂 現代御宅用語的基礎知識》特典責備聲音（同書籍，藤原實著，Discover 21（日语：ディスカヴァー・トゥエンティワン）出版，2009年5月19日發行 ISBN 978-4-88759-713-6）
- Mac音NaNa系列 Mac音CoCo（GarageBand用AIFF檔案集）（2009年9月30日發行，MI7 Japan、act2）

## 書籍
- 《Dream time》（1995年，Movic（日语：ムービック））
- （1996年，角川書店）
- （2002年，東進Books（日语：東進ハイスクール））
- 《英語單字FORMULA1700》 CD & 卡片（2006年，東進Books）
- （2022年9月24日，主婦之友社（日语：主婦の友社））

## 腳註

## 外部連結
- @manbow （页面存档备份，存于） （日語）－井上喜久子的官方個人網站。
- 井上喜久子的X（前Twitter） （日語）
- 井上喜久子｜Office Anemone （页面存档备份，存于） （日語）
- 井上喜久子｜Velvet Office （页面存档备份，存于） （日語）
- 井上喜久子的聲優道[永久]，全3回，2013年12月29日最後查閱 （日語）。
- 井上喜久子的聲優道，完整中文翻譯（页面存档备份，存于），全3回完結 （繁體中文）。